# Ciudad Prohibida
La Ciudad Prohibida (en chino, 故宮; pinyin, Gùgōng) es un complejo palaciego situado en Pekín, capital de China. Durante casi quinientos años, desde la dinastía Ming hasta el final de la dinastía Qing, fue la residencia oficial de los emperadores de China y su corte, así como centro ceremonial y político del Gobierno chino. En la actualidad es una atracción turística que alberga el Museo del Antiguo Palacio.
Construido entre 1406 y 1420 por orden del emperador Yongle, el complejo actual consta de 980 edificios y ocupa una superficie de 72 hectáreas. El conjunto ejemplifica la arquitectura palacial tradicional de China y ha influido en el desarrollo cultural y arquitectónico de Asia oriental y otras partes del mundo, por lo que la Ciudad Prohibida fue declarada Patrimonio de la Humanidad en 1987. Además, está considerado por la Unesco como el mayor conjunto de estructuras antiguas de madera en el mundo. 
Desde 1925 la Ciudad Prohibida está gestionada por el Museo del Palacio, que cuenta con una extensa colección de obras de arte y objetos que pertenecieron a las colecciones imperiales de las dinastías Ming y Qing. Parte de la antigua colección del museo se encuentra hoy en el Museo Nacional del Palacio en Taipéi, pues ambos museos pertenecieron a la misma institución y se dividieron tras la guerra civil china.

## Nombre
El nombre común en español, la «Ciudad Prohibida», es una traducción del nombre chino Zǐjìn Chéng (紫禁城, literalmente «Ciudad Púrpura Prohibida»; en manchú,  Dabkūri dorgi hoton, literalmente «Antigua ciudad interior»). El nombre de «Zijin Cheng» es una denominación con significado en muchos niveles: Zi, o «púrpura», se refiere a la Estrella Polar, que en la antigua China se llamaba Estrella Ziwei, y en astrología china era la casa del Emperador Celestial. La región celestial circundante, el Recinto Ziwei (安德森), era el reino del Emperador Celestial y su familia. La Ciudad Prohibida, como residencia del emperador terrestre, era su contrapartida terrenal. Jin, o «Prohibida», se refería al hecho de que nadie podía entrar o salir del palacio sin el permiso del emperador. Cheng significa «ciudad amurallada».
En la actualidad, el lugar es comúnmente llamado en chino como Gùgōng (故宫), que significa «Antiguo Palacio». El museo que alberga el conjunto palacial es conocido literalmente como «Museo del Antiguo Palacio» (en chino, 故宫博物院; pinyin, Gugong Bówùyùan).

## Historia

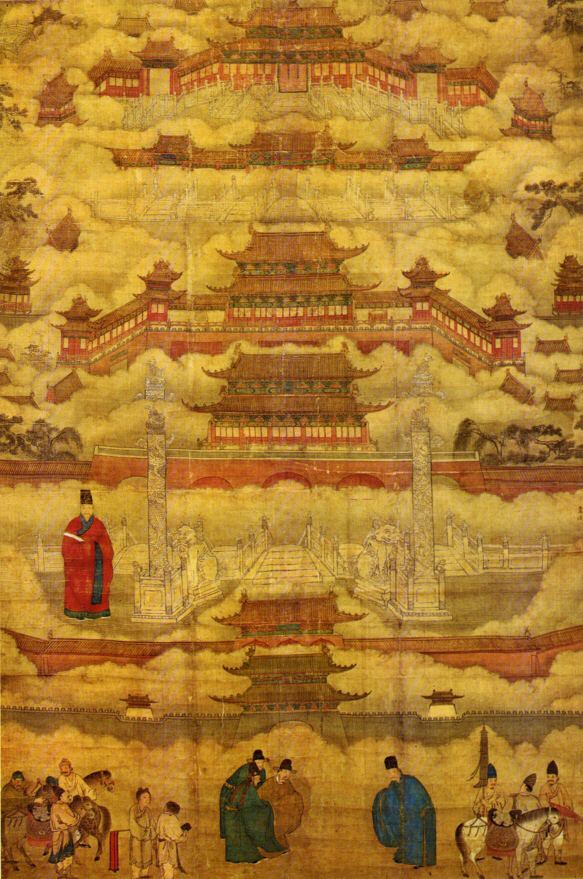
La Ciudad Prohibida en una pintura de la Dinastía Ming.

La Ciudad Prohibida se encontraba situada en la Ciudad Imperial durante la dinastía Yuan, fundada por los mongoles. Tras el establecimiento de la dinastía Ming, el emperador Hongwu trasladó la capital desde Pekín en el norte a Nankín en el sur, y ordenó que los palacios de los Yuan fueran quemados. Cuando su hijo Zhu Di se convirtió en el emperador Yongle, volvió a establecer su capital en Pekín y allí comenzó en 1406 la construcción de lo que se convertiría en la Ciudad Prohibida. La construcción duró quince años, requirió la participación de más de un millón de trabajadores y utilizó materiales como troncos enteros de la preciada madera phoebe zhennan (楠木 nánmù), procedente de las junglas del suroeste de China, y grandes bloques de Mármol extraídos de canteras cercanas a Pekín. Los suelos de los salones principales fueron pavimentados con «ladrillos dorados» (金砖 jīnzhuān), que fueron especialmente cocidos en hornos de Suzhou.
Desde 1420 hasta 1644 la Ciudad Prohibida fue la corte de la dinastía Ming, hasta que en abril de 1644 fue capturada por las fuerzas rebeldes dirigidas por Li Zicheng, que se proclamó emperador de la dinastía Shun. Este huyó poco después ante los ejércitos combinados del antiguo general Ming Wu Sangui (吳三桂）y las fuerzas manchúes, incendiando partes de la Ciudad Prohibida antes de marcharse. Para octubre los manchúes habían logrado la supremacía en el norte de China y celebraron una ceremonia en la Ciudad Prohibida para proclamar al joven emperador Shunzhi como gobernante de toda China bajo la dinastía Qing. Los gobernantes Qing cambiaron los nombres de algunos de los principales edificios de la Ciudad, haciendo hincapié en «Armonía» en lugar de «Supremacía», y colocaron placas bilingües en chino y manchú.

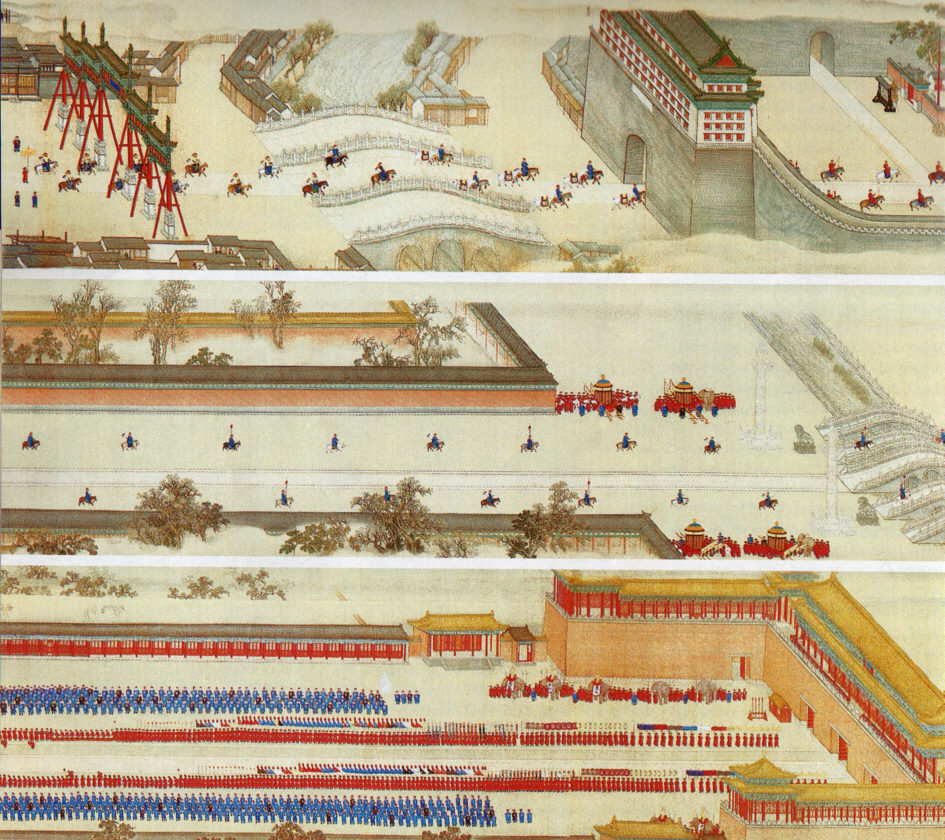
El emperador Kangxi regresando a la Ciudad Prohibida tras un viaje al sur.

En 1860, durante la segunda guerra del Opio, fuerzas anglo-francesas tomaron el control de la Ciudad Prohibida y la ocuparon hasta el final de la guerra. En 1900 la emperatriz viuda Cixí huyó de la Ciudad Prohibida durante el levantamiento de los bóxers, dejándola para que fuera ocupada por fuerzas de los países del tratado hasta el año siguiente. 
Después de haber sido la residencia de veinticuatro emperadores —catorce de la dinastía Ming y diez de la dinastía Qing— la Ciudad Prohibida dejó de ser el centro político de China en 1912 con la abdicación de Puyi, el último emperador de China. Bajo un acuerdo con el nuevo gobierno de la República de China, Puyi residió en el patio interior, mientras que el exterior fue destinado al uso público, hasta que fue expulsado tras un golpe de Estado en 1924. Un año después se creó el Museo del Palacio en la Ciudad Prohibida. En 1933 la invasión japonesa de China obligó a la evacuación de los tesoros nacionales de la Ciudad Prohibida, y aunque parte de la colección fue devuelta al final de la Segunda Guerra Mundial, otra fue evacuada a Taiwán en 1947 bajo las órdenes de Chiang Kai-shek, cuyo Kuomintang estaba perdiendo la guerra civil china. Esta colección relativamente pequeña pero de gran calidad se mantuvo almacenada hasta 1965, cuando volvió a ser expuesta al público como el núcleo del Museo Nacional del Palacio en Taipéi. Tras el establecimiento de la República Popular China en 1949 el celo revolucionario provocó que se hicieran algunos daños a la Ciudad Prohibida. Sin embargo, durante la Revolución Cultural se impidió una mayor destrucción gracias a que el primer ministro Zhou Enlai dispuso un batallón del ejército para custodiarla.
La Ciudad Prohibida fue declarada Patrimonio de la Humanidad en 1987 por la Unesco con la denominación de «Palacio Imperial de las dinastías Ming y Qing», debido a su importante papel en el desarrollo de la cultura y la arquitectura chinas. Actualmente es administrada por el Museo del Palacio, que está llevando a cabo un proyecto de restauración de dieciséis años para reparar y restaurar todos los edificios y devolverlos a su estado anterior a 1912. En los últimos años, la presencia de empresas comerciales en la Ciudad Prohibida ha causado polémica, como es el caso de la tienda de la cadena Starbucks, que abrió en el año 2000 y tuvo que cerrar el 13 de julio de 2007 ante diversas quejas. Los medios de comunicación chinos también se hicieron eco en 2006 de la noticia sobre un par de tiendas de recuerdos que se negaban a admitir ciudadanos chinos con la finalidad de mantener unos precios elevados para los turistas extranjeros.

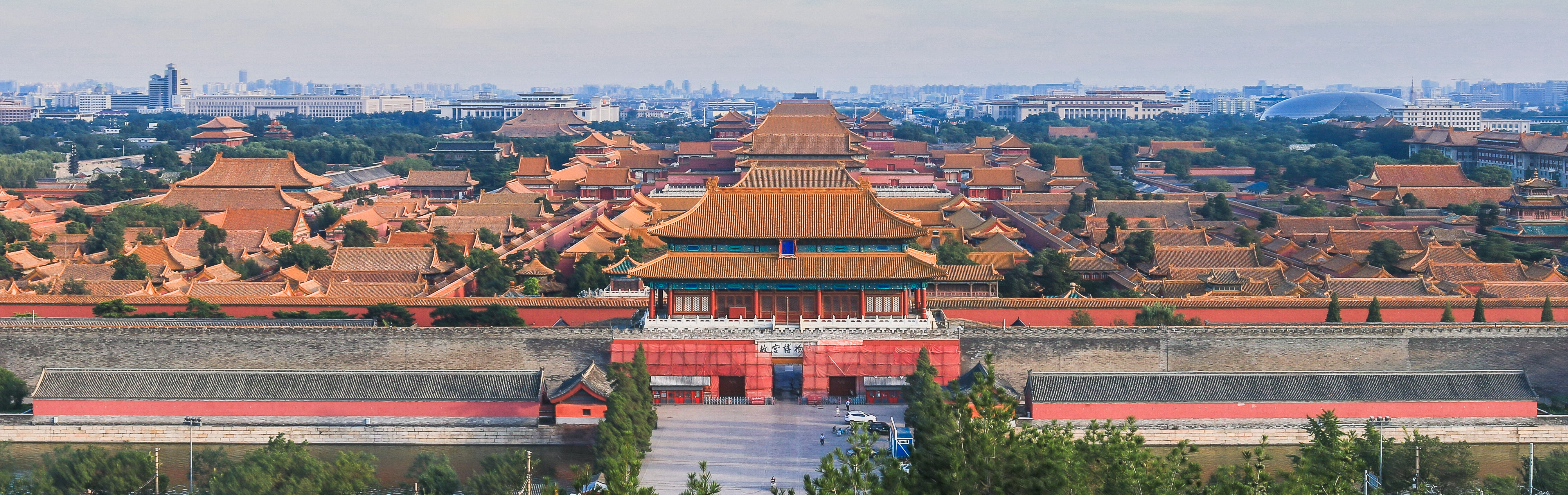
La Ciudad Prohibida vista desde la colina Jingshan.

## Descripción
| A. Puerta Sur B. Puerta de la Divina Armonía C. Puerta Gloriosa del Oeste D. Puerta Gloriosa del Este E. Torres F. Puerta de la Suprema Armonía G. Salón de la Suprema Armonía | H. Salón de la Eminencia Militar J. Salón de la Gloria Literaria K. Tres Palacios del Sur L. Palacio de la Pureza Celeste M. Jardín Imperial N. Salón del Cultivo Mental O. Palacio de la Longevidad Tranquila |

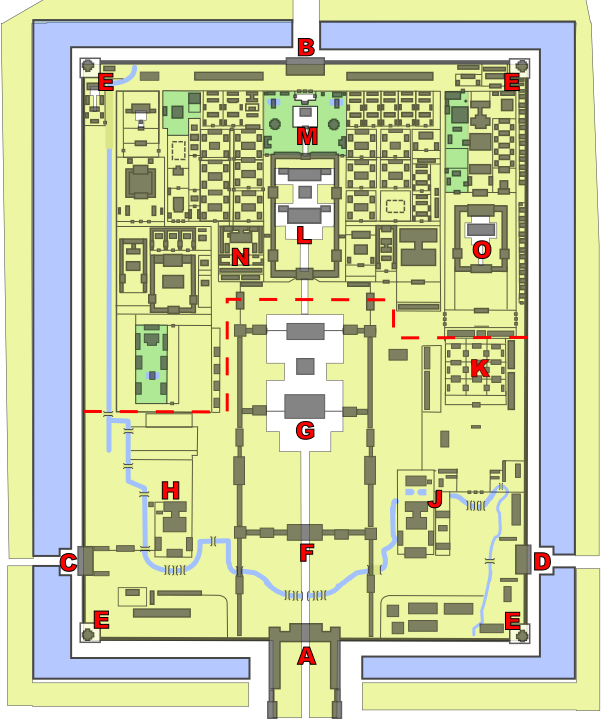
Plano de la Ciudad Prohibida. Las etiquetas en rojo identifican los lugares en el texto.
----
- – - División aproximada entre los patios Interior (norte) y Exterior (sur).
----
A. Puerta Sur
B. Puerta de la Divina Armonía
C. Puerta Gloriosa del Oeste
D. Puerta Gloriosa del Este
E. Torres
F. Puerta de la Suprema Armonía
G. Salón de la Suprema Armonía
H. Salón de la Eminencia Militar
J. Salón de la Gloria Literaria
K. Tres Palacios del Sur
L. Palacio de la Pureza Celeste
M. Jardín Imperial
N. Salón del Cultivo Mental
O. Palacio de la Longevidad Tranquila

La Ciudad Prohibida es el mayor complejo palacial superviviente del mundo y cubre 72 hectáreas. Tiene forma de rectángulo, con 961 metros de norte a sur y 753 m de este a oeste, y contiene en la actualidad 980 edificios con 9999 estancias. La Ciudad Prohibida fue diseñada para ser el centro de la antigua ciudad amurallada de Pekín y se inserta dentro de una zona amurallada mayor llamada la Ciudad Imperial, que a su vez queda dentro de la Ciudad Interior, que linda por el sur con la Ciudad Exterior. 
La Ciudad Prohibida sigue siendo importante en el trazado urbano de la ciudad de Pekín, pues su eje central norte-sur es el eje central de la capital china. Este eje se extiende al sur a través de la Puerta de Tian'anmen hasta la Plaza de Tian'anmen, el centro ceremonial de la República Popular China, y hasta la puerta Yongdingmen. Hacia el norte llega al Parque Jingshan y las torres Gulou y Zhonglou. Este eje no está exactamente alineado de norte a sur, pues se desvía algo más de dos grados, y los investigadores creen ahora que fue trazado en la dinastía Yuan para alinearse con Xanadú, la otra capital de su imperio.

### Muros y puertas
La Ciudad Prohibida está rodeada por una muralla de 7,9 metros de altura y un foso lleno de agua de 6 metros de profundidad por 52 m de ancho. Los muros tienen 8,6 m de ancho en su base y disminuyen hasta 6,6 m en lo alto. Estos muros servían tanto como murallas defensivas como muros de contención de la Ciudad y fueron construidos con un núcleo de tapial recubierto con tres capas de ladrillos especialmente cocidos por ambas caras y unidos con mortero.
El predominio del color en las murallas proveniente los ladrillos de la ciudad tiene lugar desde su significado; el color rojo  红 (hóng) en la cultura oriental se lo adjudican a la buena fortuna, lo que se cree usar este color se denomina "comenzar con el pie derecho".
Aunque su utilización esta cargada de simbolismo ligado a la ideología socialista; cuando uno se vuelve tan rojo, se lo considera un ejemplo a ser por la sociedad en la Cultura de China. Considerando la función a emplearse en la ciudad prohibida, la utilización de este material rojizo se considera una muestra de fuerza, permanencia y una construcción para contemplar y de ejemplo cultural.

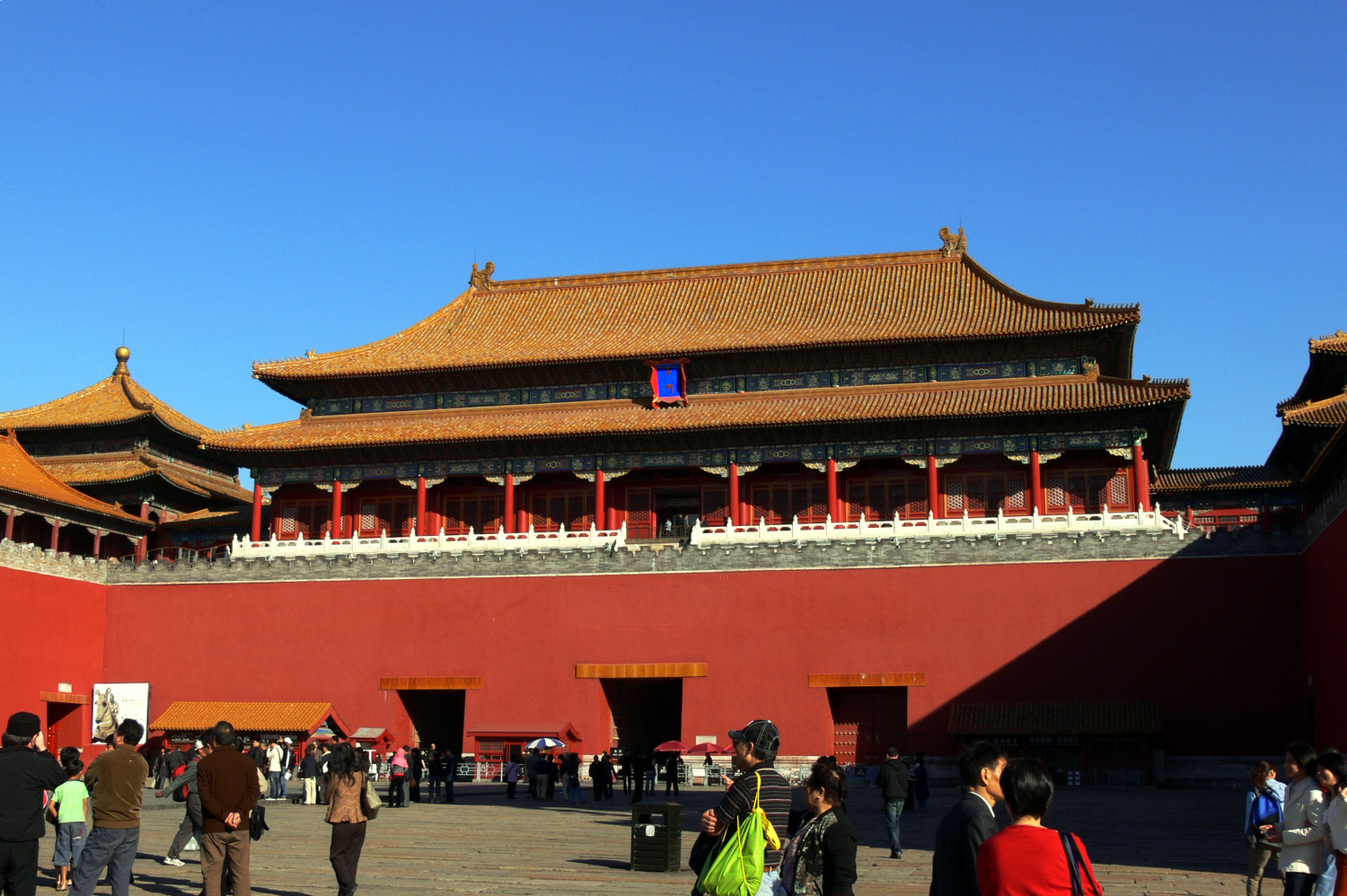
La Puerta del Sur, entrada principal de la Ciudad Prohibida.

Hay una torre en cada una de sus cuatro esquinas (E), todas coronadas por complejos tejados que presentan setenta y dos pináculos, a imitación de como aparecen representados en las pinturas de la dinastía Song el Pabellón del Príncipe Teng y el Pabellón de la Grulla Amarilla. Estas torres son la parte más visible de la Ciudad y son protagonistas de numerosas leyendas. Una de ellas dice que los artesanos no fueron capaces de reconstruir una de las torres tras ser desmantelada para restauraciones durante la dinastía Qing, y solo pudo ser rehecha por la intervención del carpintero inmortal Lu Ban.
La muralla tiene cuatro puertas, una en cada lienzo. La principal es la Puerta del Sur (A), al norte se abre la Puerta de la Divina Armonía (B), frente al Parque Jingshan. Las del este y el oeste se llaman Puerta Gloriosa del Oeste (C) y Puerta Gloriosa del Este (D). Todos estos accesos están cerrados por puertas de dos hojas decoradas con filas de nueve por nueve clavos dorados, a excepción de la puerta del este, que solo cuenta con ocho filas de clavos.
El acceso meridional, el principal, está flanqueado por dos alas que se adelantan cerrando tres lados de la plaza cuadrangular (Plaza Wumen) que se abre ante ella. El acceso tiene cinco puertas, la central de las cuales es parte de la Vía Imperial, un camino empedrado que forma el eje central de la Ciudad Prohibida y de la propia Pekín, y lleva desde la Puerta de China en el sur a Jingshan en el norte. Solo el emperador podía caminar o cabalgar por la Vía Imperial, con la excepción de la emperatriz en el día de su boda y de los estudiantes de éxito en el día de su Examen Imperial.

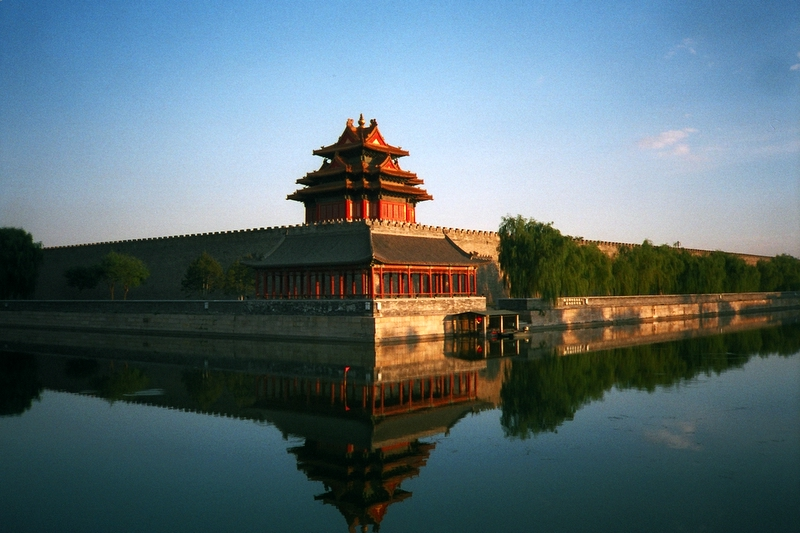
Torre de una de las esquinas de la Ciudad Prohibida.
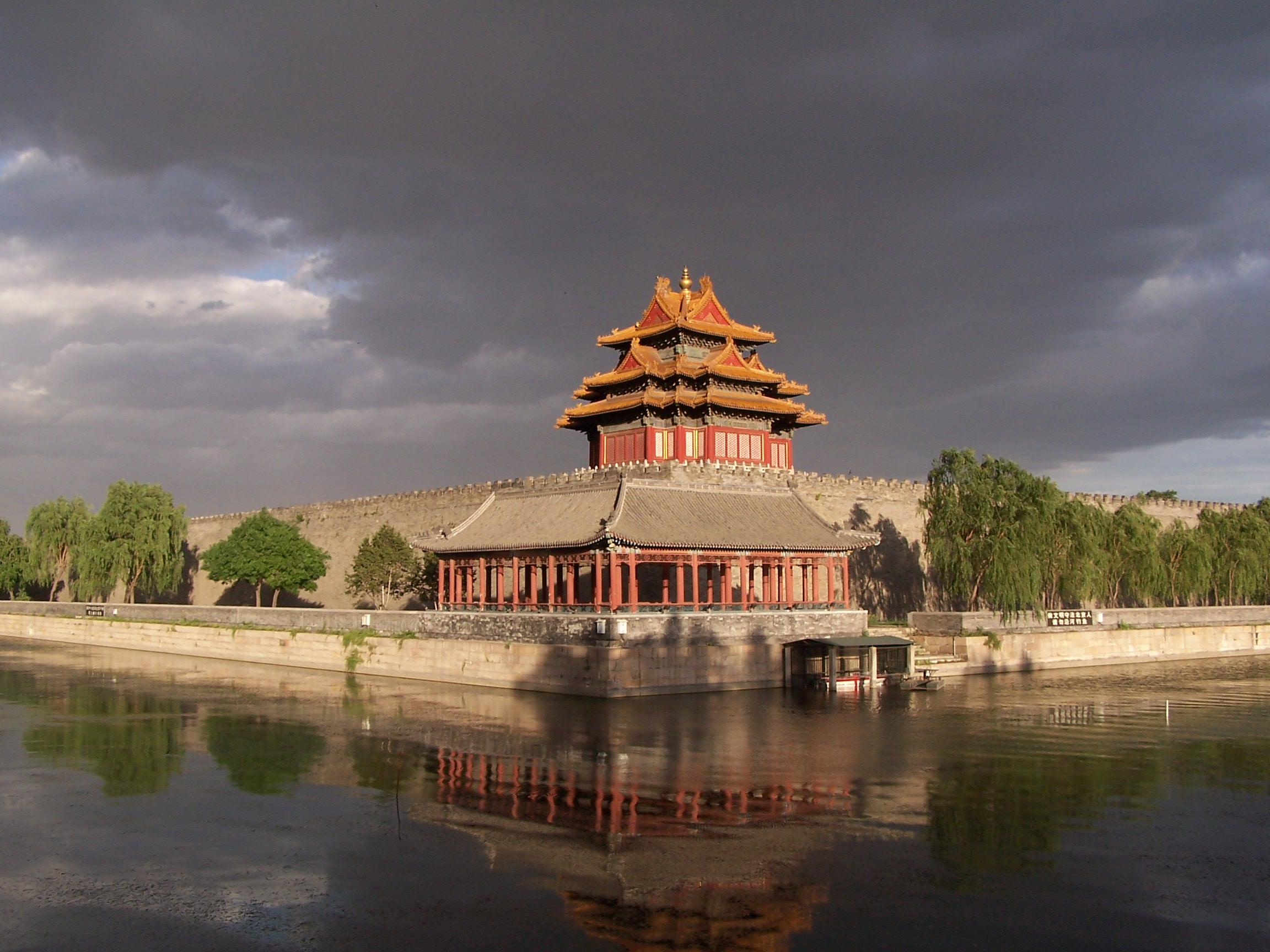
Torre de la esquina noroeste.
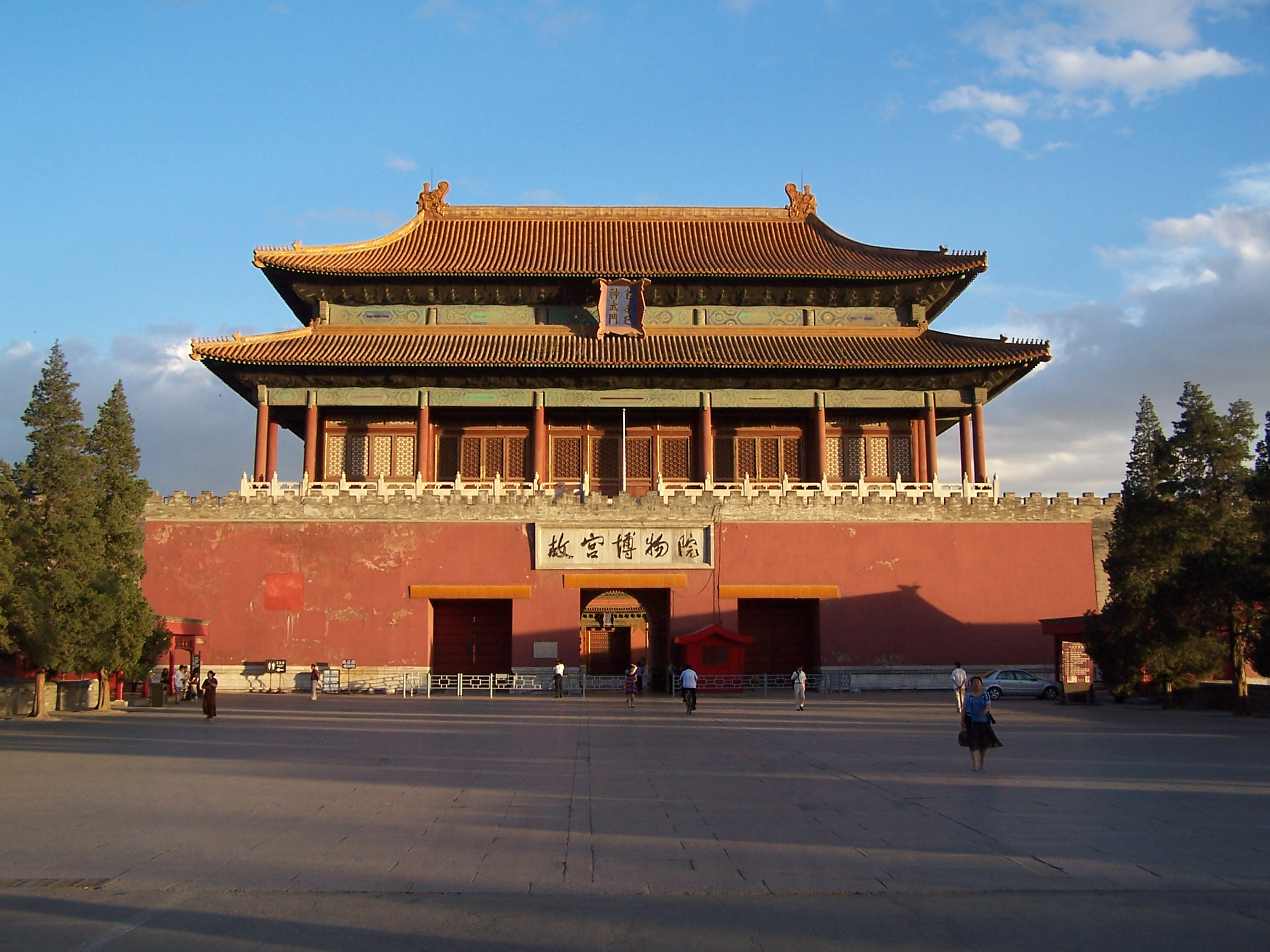
La Puerta de la Divina Armonía, el acceso septentrional. El cartel inferior reza «Museo del Palacio» (故宫博物院).
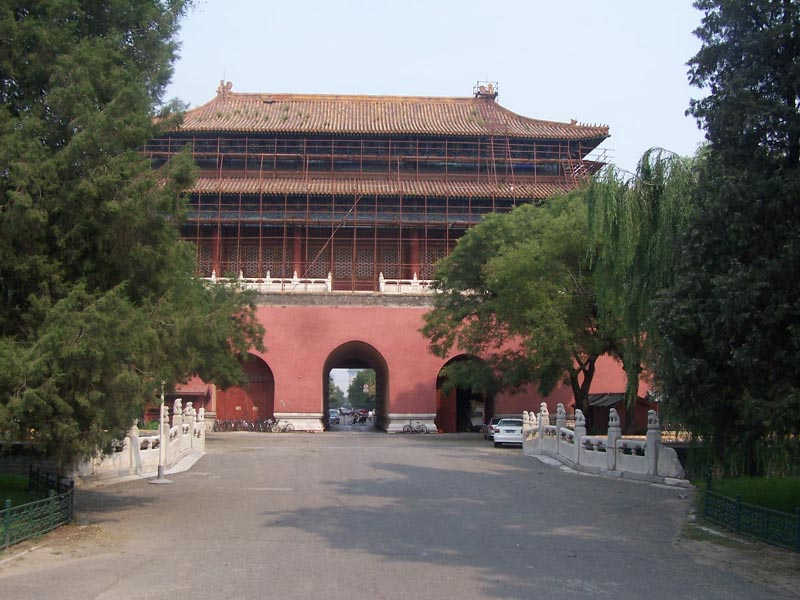
La Puerta Gloriosa del Este en renovación como parte del proceso de restauración de 16 años.

### Patio exterior
Tradicionalmente la Ciudad Prohibida se divide en dos zonas: el Patio Exterior (外 朝) o Patio Frontal (前朝) incluye las secciones meridionales y fue usado para propósitos ceremoniales; el Patio Interior (内廷) o Palacio Trasero (后宫) alberga las secciones más al norte y fue la residencia del emperador y de su familia, y el lugar de los asuntos diarios de estado. Una línea roja marca en el mapa de la derecha la división aproximada entre estas dos zonas. Asimismo, la Ciudad Prohibida se trazó con tres ejes verticales, el más importante de los cuales es el norte-sur, donde se hallan los edificios más importantes.
Entrando por la Puerta del Sur nos encontramos con una gran plaza atravesada por el Río de Agua Dorada, que cuenta con cinco puentes. Al fondo de la plaza se abre la Puerta de la Armonía Suprema (F), tras la que se yergue el Salón de la Armonía Suprema. Unas terrazas de mármol blanco de tres niveles se elevan desde la plaza, y en su parte superior hay tres edificios, el centro del complejo palacial: de sur a norte, el Salón de la Armonía Suprema (太和殿), el Salón de la Armonía Central (中和殿) y el Salón de la Preservación de la Armonía (保和殿).

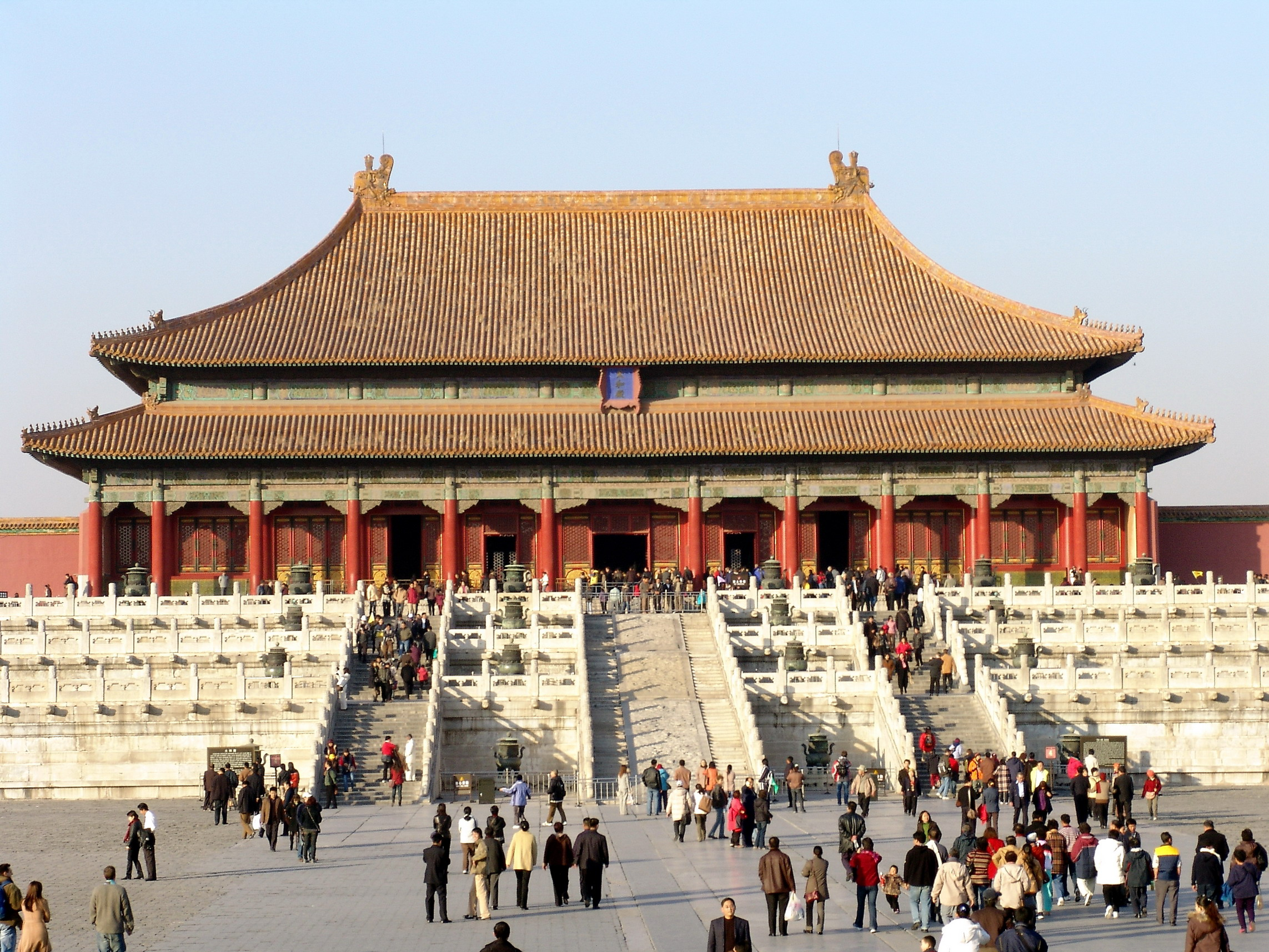
Salón de la Armonía Suprema.

El Salón de la Armonía Suprema (G) es el de mayores dimensiones, pues alcanza una altura de treinta metros sobre el nivel de la plaza que lo rodea, además de ser el centro ceremonial del poder imperial y la estructura de madera más grande de toda China. Tiene nueve crujías de ancho y cinco pisos de altura, los números nueve y cinco que están simbólicamente conectados a la majestad del emperador. Inserto en una celda en el centro del salón se encuentra un trono de recargada decoración con un dragón en espiral de cuyas fauces nacen unas bolas de metal a modo de candelabro, llamadas «Espejo Xuanyuan». En la dinastía Ming el emperador tenía aquí su corte para tratar los asuntos de estado, aunque durante la dinastía Qing, cuando se celebraban más reuniones de estado, su localización se trasladó a un lugar menos ceremonioso y el Salón de la Armonía Suprema quedó reservado para propósitos más solemnes como coronaciones, investiduras y bodas imperiales.
El Salón de la Armonía Central es más pequeño, de planta cuadrada, y era usado por el emperador para preparar las ceremonias y descansar antes y durante su realización. Tras él, en el Salón de la Preservación de la Armonía se ensayaban ceremonias y también era el lugar de la etapa final del Examen Imperial. Los tres salones cuentan con tronos imperiales, aunque el mayor y más elaborado de todos es el del Salón de la Armonía Suprema.
En el centro de las rampas que conducen a las terrazas de los lados norte y sur existen rampas ceremoniales, parte de la Vía Imperial, decoradas con recargados y simbólicos bajorrelieves. La rampa norte, tras el Salón de la Preservación de la Armonía, está tallada en una sola pieza de piedra de 16,5 metros de largo, 3 m de ancho, 1,7 m de grosor y doscientas toneladas de peso, lo que la convierte en la mayor talla de toda China. La rampa sur, frente al Salón de la Armonía Suprema, es todavía más larga pero está compuesta de dos losas de piedra cuya unión está ingeniosamente disimulada con los bajorrelieves, algo que se descubrió en el siglo XX cuando el deterioro secular hizo más visible su juntura.
Hacia el suroeste y el sureste del Patio Exterior están los salones de la Eminencia Militar (H) y de la Gloria Literaria (J). El primero fue utilizado en varias ocasiones por el emperador para recibir a sus ministros y celebrar cortes, y más tarde empleado para albergar la propia imprenta del palacio. El segundo estuvo reservado para lecturas ceremoniales de los reputados eruditos confucianistas y en períodos posteriores fue la oficina de la Gran Secretaría. Aquí también se almacenó una copia del Siku Quanshu, la mayor colección de libros de la historia china. Al noreste se hallan los Tres Palacios del Sur (南三所) (K), residencia del príncipe heredero.

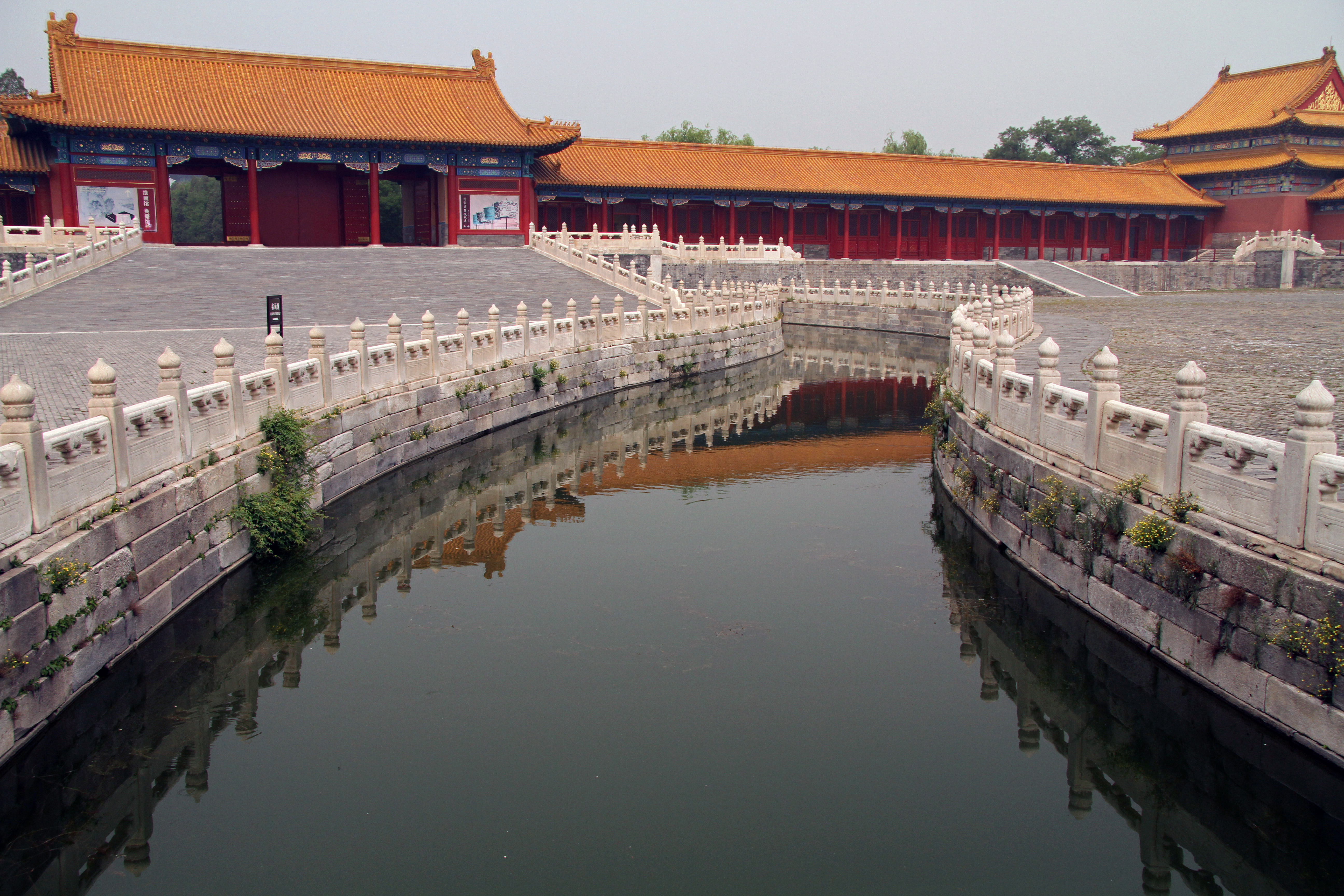
El río de Agua Dorada.
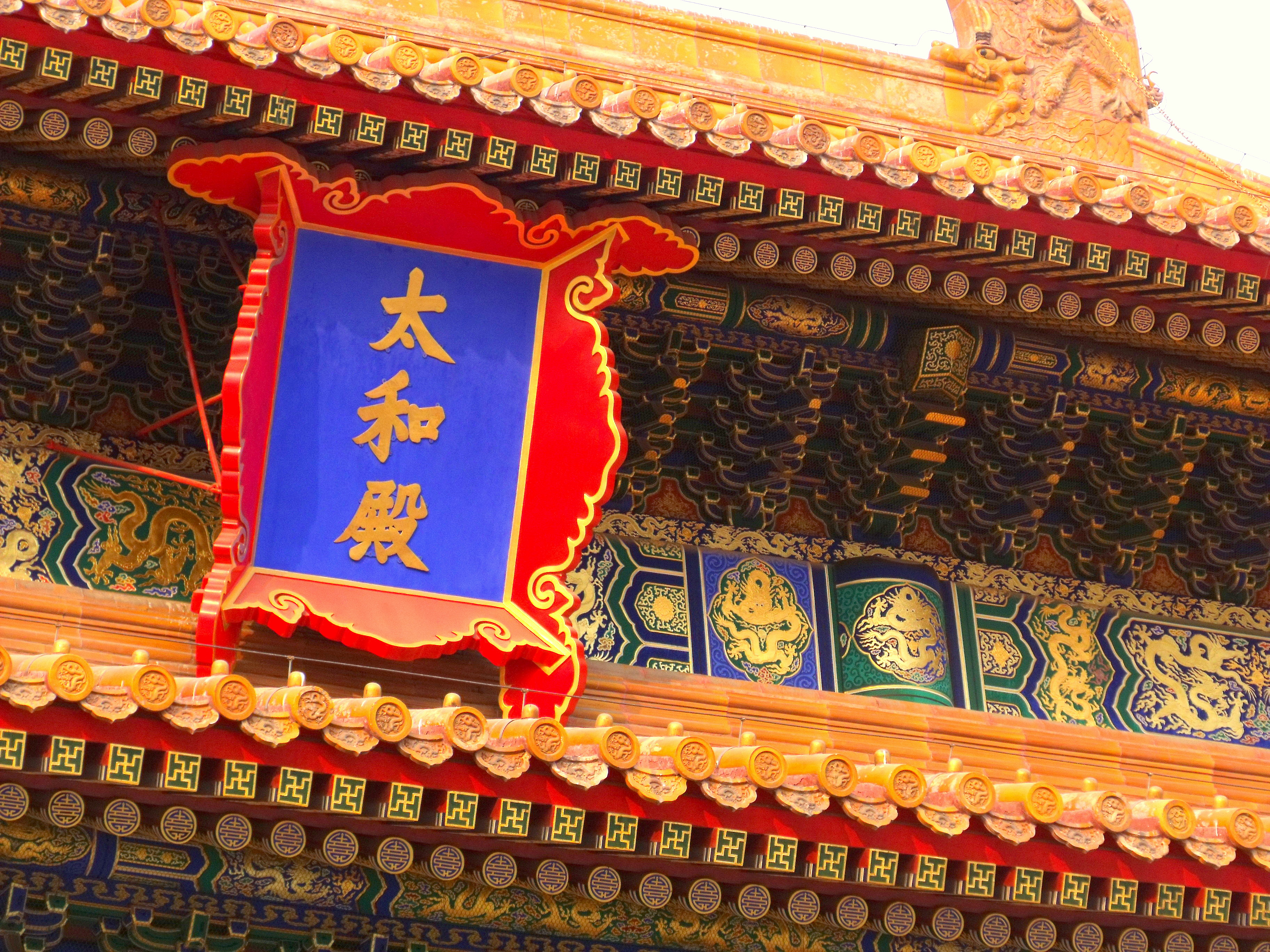
Emblema del Salón de la Armonía Suprema.
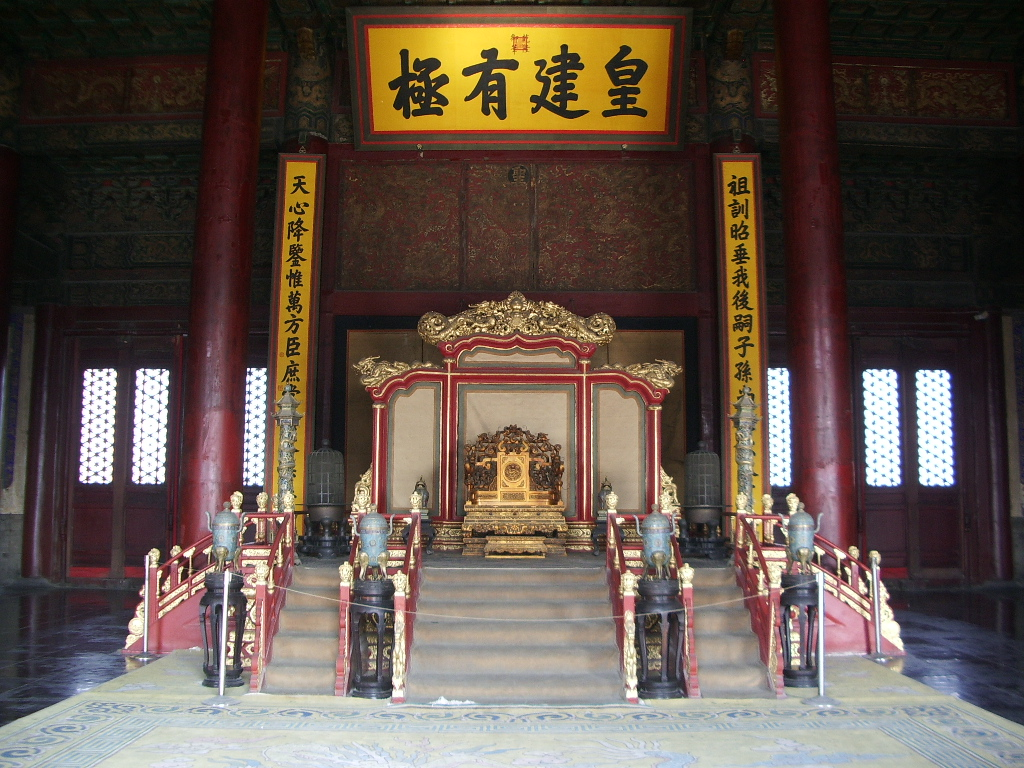
El trono del Salón de la Armonía Suprema.
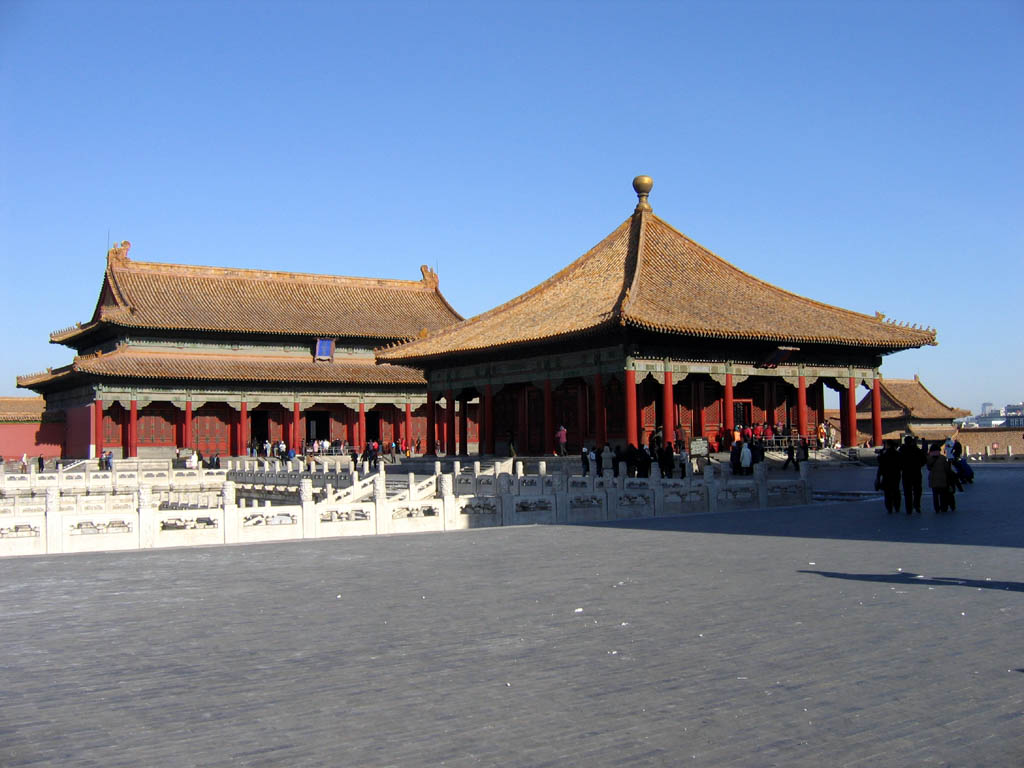
El Salón de la Armonía Central (en primer término) y el Salón de la Preservación de la Armonía.
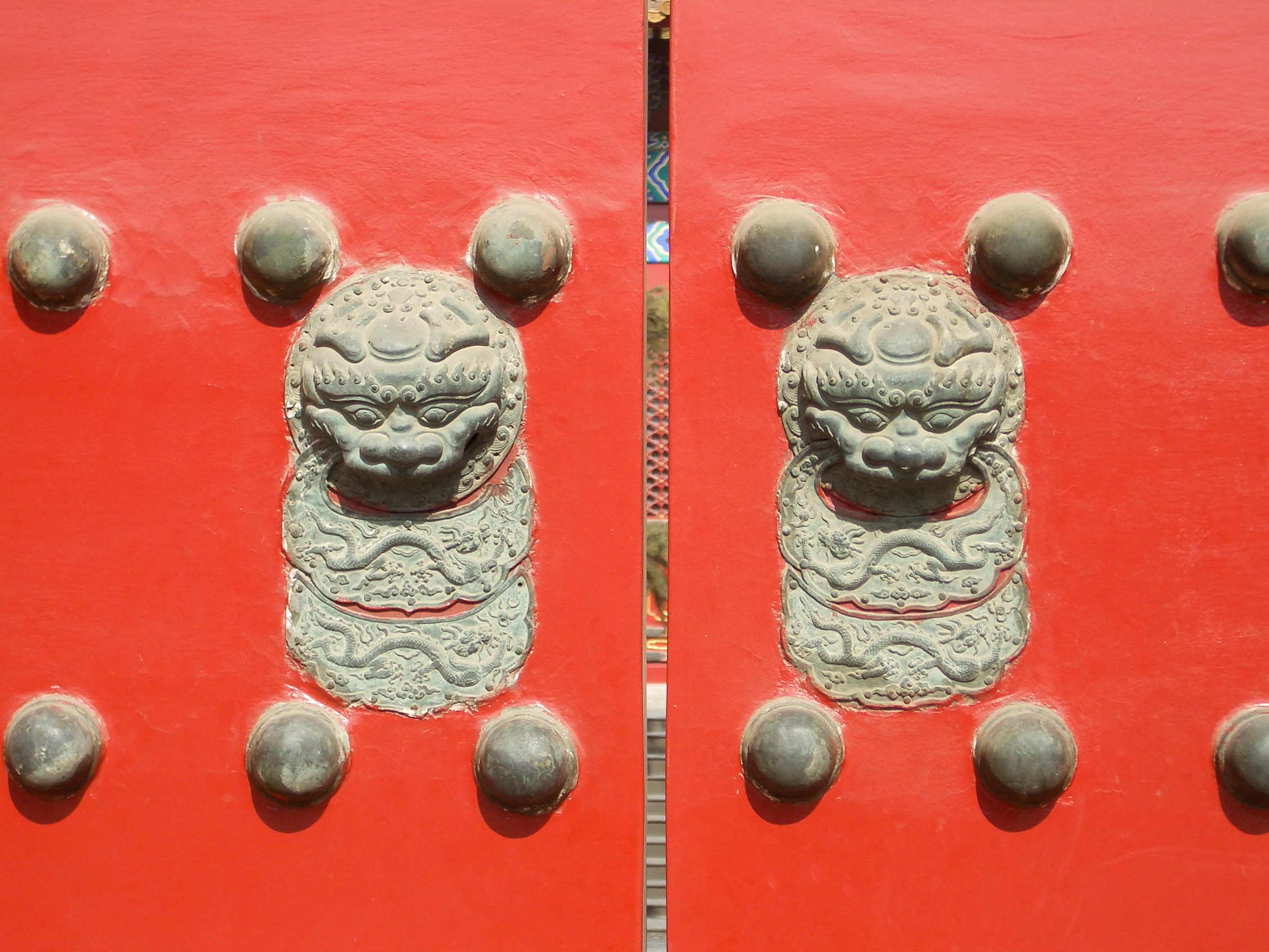
Detalle de una puerta.

### Patio interior
El Patio Interior está separado del Exterior por una plaza rectangular trazada de manera perpendicular al eje principal de la Ciudad Prohibida. Era la residencia del emperador y de su familia, y en la dinastía Qing los emperadores vivieron y trabajaron allí en exclusiva, dejando el Patio Exterior únicamente para propósitos ceremoniales.
En el centro del patio interior hay otro conjunto de tres salones (L). Desde el sur, son el Palacio de la Pureza Celestial (乾清宮), el Salón de la Unión y el Palacio de la Tranquilidad Terrenal. Más pequeños que los salones del Patio Exterior, fueron la residencia oficial del emperador y la emperatriz. El emperador, en representación del Yang y los Cielos, ocupaba el Palacio de la Pureza Celestial. La emperatriz, que representaba el Yin y la Tierra, residía en el Palacio de la Tranquilidad Terrenal. Entre ellos se encontraba el Salón de la Unión, donde el Yin y el Yang se mezclan para producir armonía.

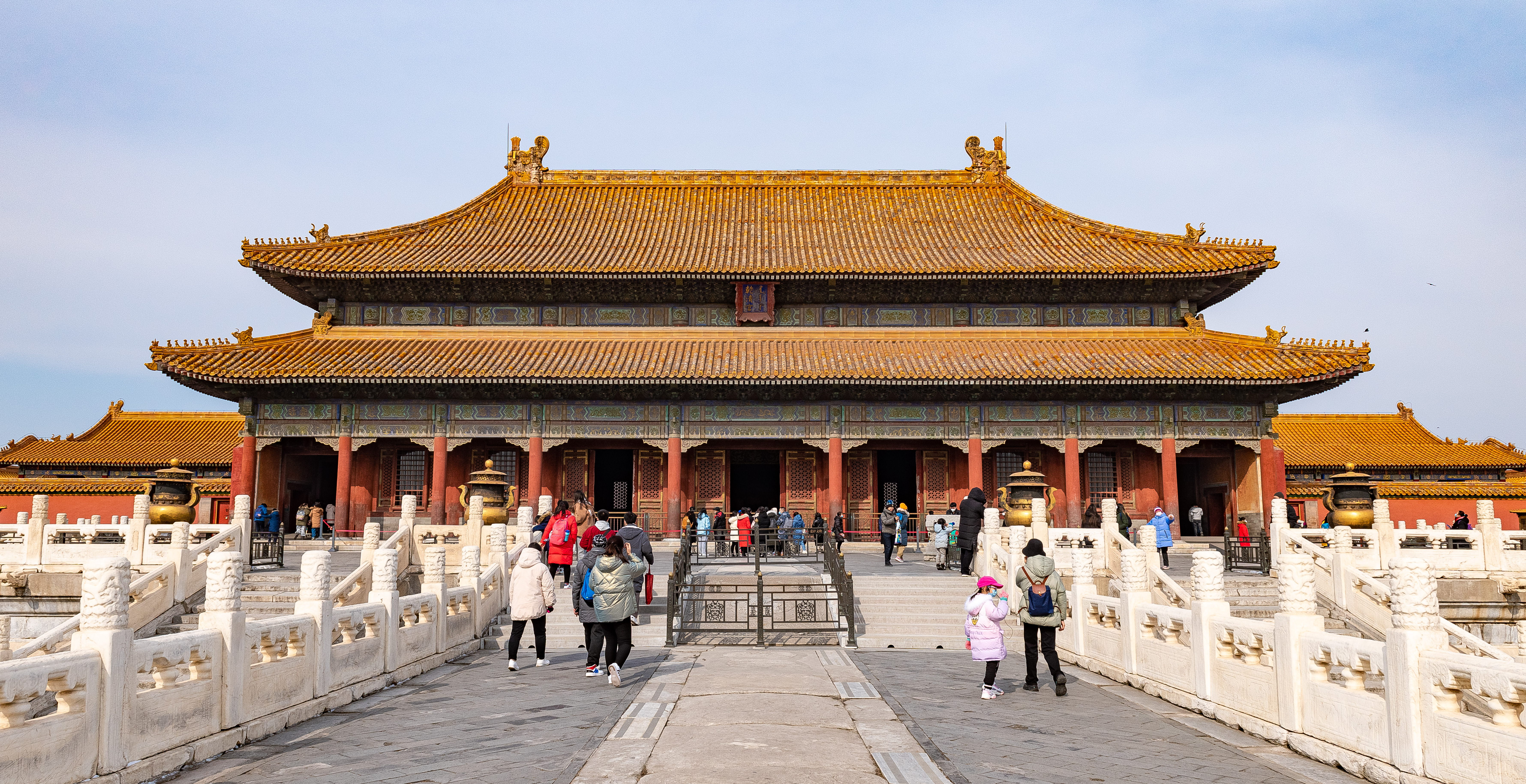
Palacio de la Pureza Celestial.

El Palacio de la Pureza Celestial es un edificio con dos aleros construido sobre una terraza de mármol de un solo nivel y está conectado con la Puerta de la Pureza Celestial hacia el sur por una pasarela elevada. En la dinastía Ming fue la residencia del emperador, pero a partir del emperador Yongzheng de la dinastía Qing, el soberano residió en el más pequeño Salón del Cultivo Mental, sito al oeste, por respeto a la memoria del emperador Kangxi. El Palacio de la Pureza Celestial, que cuenta con un trono fijado al techo y decorado con otro dragón en espiral, se convirtió más tarde en el salón de audiencias del emperador. Sobre el trono pende un cartel que reza «Justicia y Honor» (正大光明; zhèngdàguāngmíng).
El Palacio de la Tranquilidad Terrenal (坤宁宫) también es un edificio cubierto con dos aleros, con nueve crujías de ancho y tres pisos de altura. Durante la dinastía Ming fue la residencia de la emperatriz, mientras que en la Qing una gran parte del palacio fue convertido para el culto chamanista por los nuevos gobernantes manchúes. Desde el reinado del emperador Yongzheng la emperatriz se mudó al Palacio, aunque dos habitaciones del Palacio de la Tranquilidad Terrenal se mantuvieron para ser usados en la noche de bodas del emperador.
Entre estos dos palacios está el Salón de la Unión, de planta cuadrada y cubierta piramidal. Aquí están almacenados los veinticinco Sellos Imperiales de la Dinastía Qing, así como otros objetos ceremoniales. Detrás de estas tres salas se encuentra el Jardín Imperial (M). Relativamente pequeño y de diseño compacto, este jardín, sin embargo, contiene diversas muestras de elaborado paisajismo. Al norte del jardín está la Puerta de la Divina Armonía, la puerta norte del palacio. Distribuidas al este y al oeste de las tres salas principales hay una serie de patios secundarios y palacios menores donde vivían los hijos y concubinas del emperador. 
Directamente hacia el oeste encontramos el Salón del Cultivo Mental (N), que originalmente era un palacio menor pero se convirtió de facto en residencia y oficina del emperador desde Yongzheng. En las últimas décadas de la dinastía Qing las emperatrices viudas, incluida Cixí, celebraban cortes en la zona este del salón. Situadas alrededor del Salón del Cultivo Mental se encuentran las oficinas del Gran Consejo y otros organismos clave del gobierno.
La sección noreste del Patio Interior está ocupada por el Palacio de la Longevidad Tranquila (宁寿宫) (O), un complejo construido por el emperador Qianlong en previsión de su jubilación. Refleja la actualización de la Ciudad Prohibida y cuenta con un patio interior y otro exterior, así como jardines y templos. La entrada al Palacio de la Longevidad Tranquila está marcada por un gran muro de azulejos que representa a nueve dragones. Esta sección de la Ciudad Prohibida está siendo restaurada gracias a la colaboración entre el Museo del Palacio y el Fondo Mundial de Monumentos, un proyecto a largo plazo que se espera terminar en 2017.

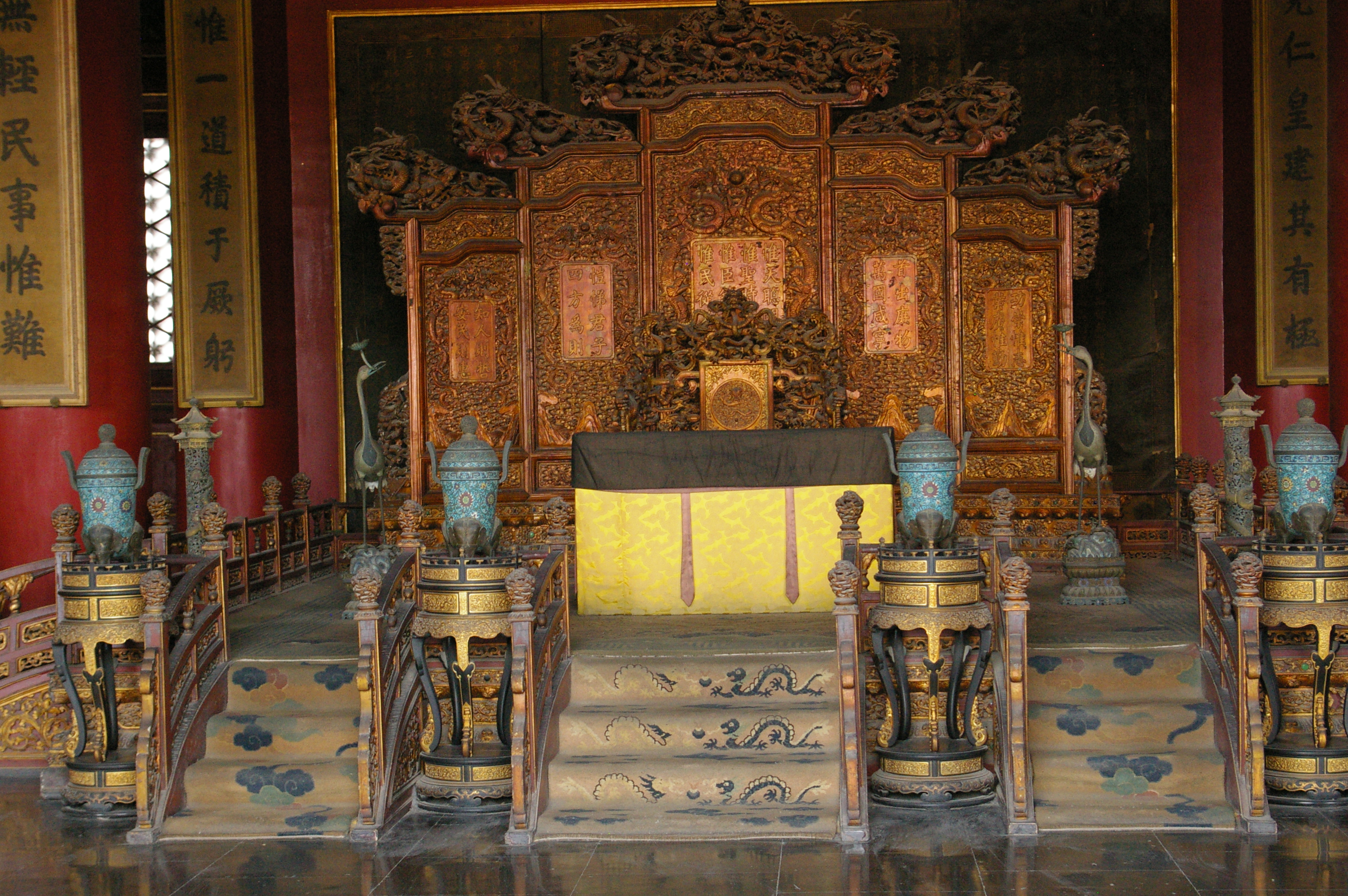
Trono del Palacio de la Pureza Celestial.
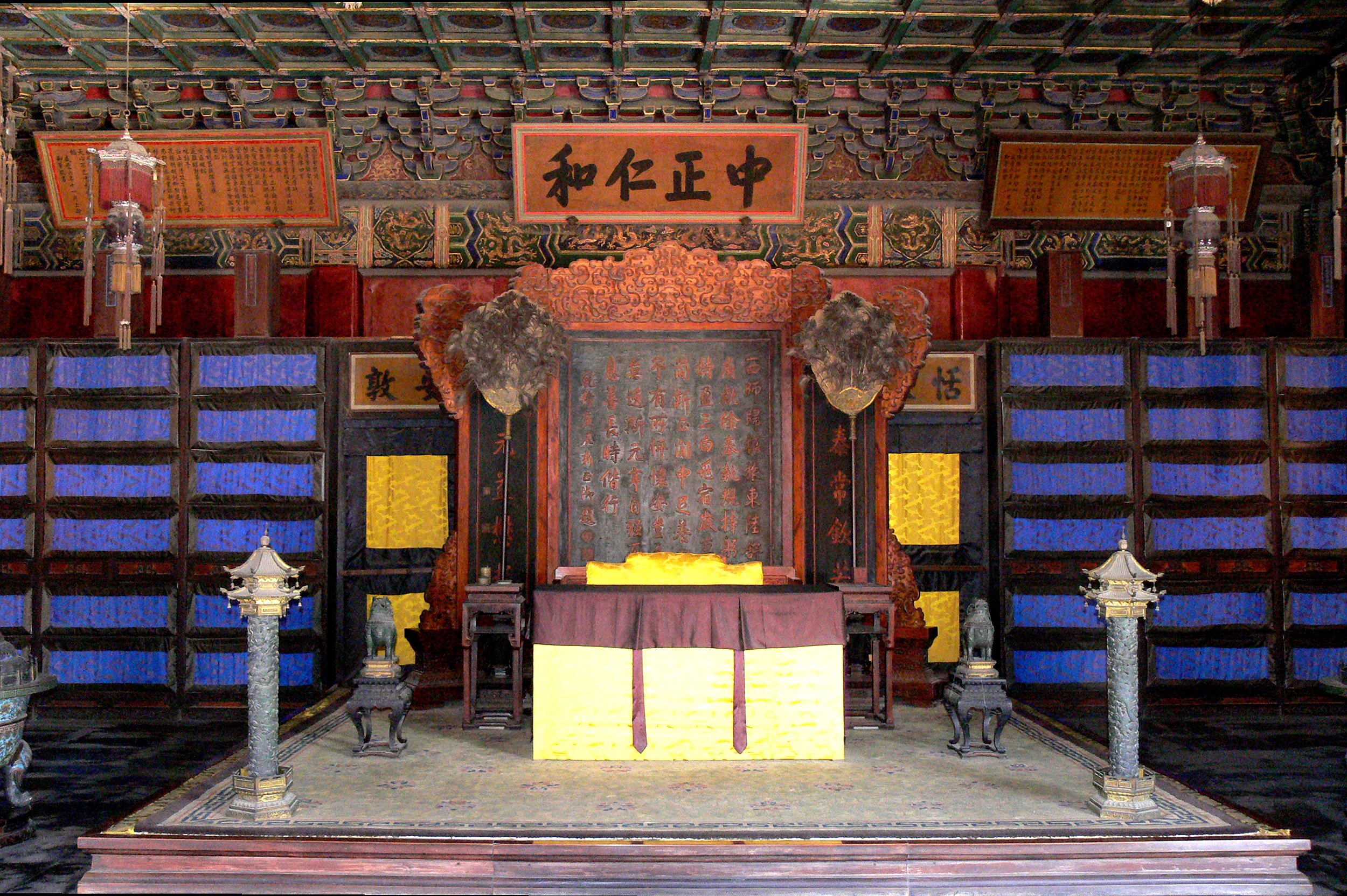
Interior del Salón del Cultivo Mental.
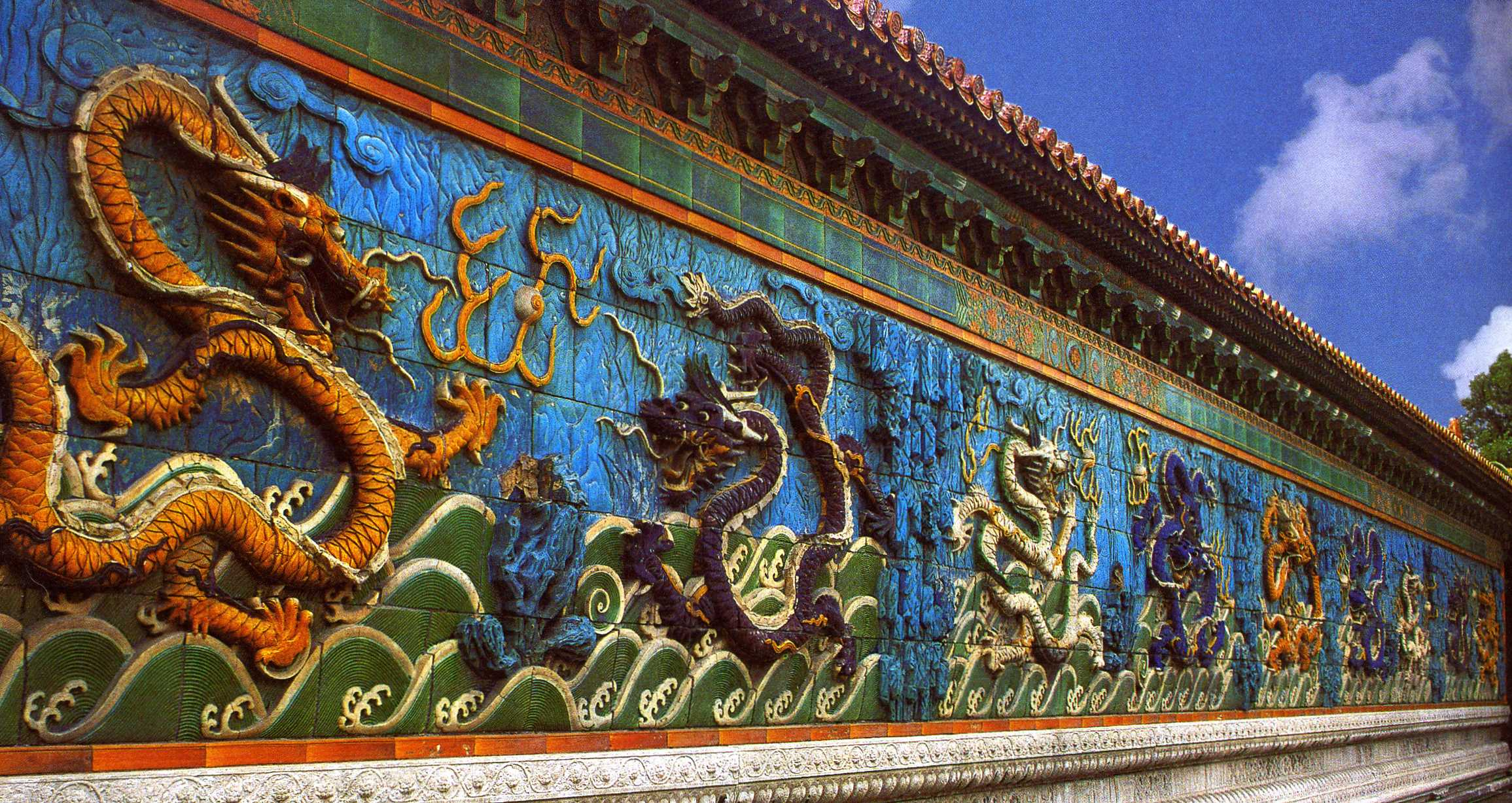
El muro de los Nueve Dragones en el Palacio de la Longevidad Tranquila.
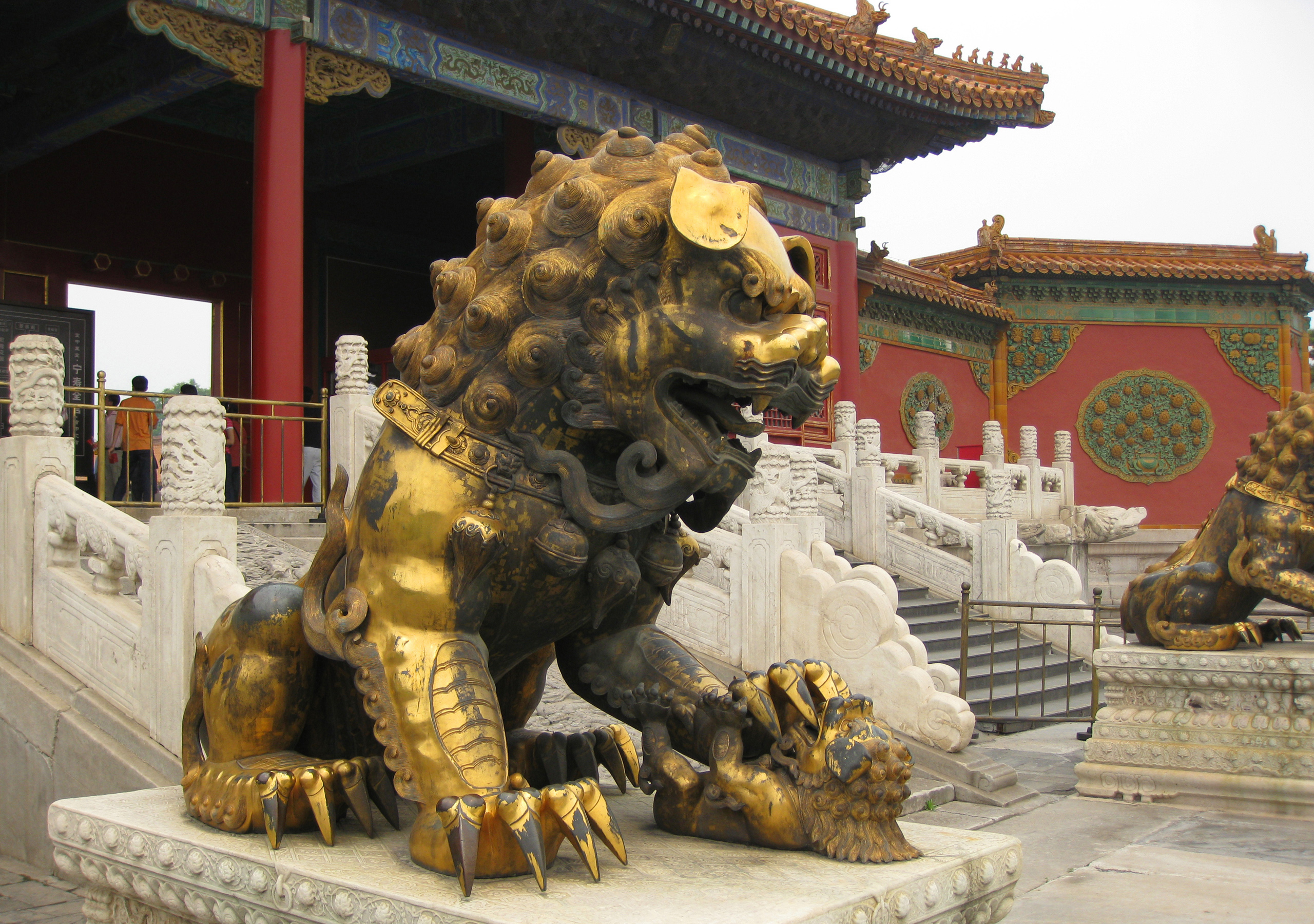
Un león guardián dorado frente al Palacio de la Longevidad Tranquila.

### Religión
La religión era una parte importante de la vida de la corte imperial. En la dinastía Qing el Palacio de la Tranquilidad Terrenal se convirtió en un lugar para las ceremonias chamanistas manchúes. Al mismo tiempo, la religión nativa taoísta china siguió teniendo un papel importante a lo largo de las dinastías Ming y Qing, y para su culto había dos templos taoístas, uno en el jardín imperial y otro en la zona central del patio interior. Otra religión importante en el palacio de la dinastía Qing fue el budismo. En el patio interior se crearon varios templos y santuarios, entre ellos el del budismo tibetano o lamaísmo. La iconografía budista también proliferó en la decoración interior de muchos edificios, de lo que es buena muestra el Pabellón de la Lluvia de Flores, pues contiene numerosas estatuas budistas, iconos y mándalas distribuidos de acuerdo a propósitos rituales.

### Alrededores

Ubicación de la Ciudad Prohibida en el centro histórico de Pekín.

La Ciudad Prohibida está rodeada en tres de sus lados por jardines imperiales. Al norte se encuentra el Parque Jingshan, una colina artificial creada con la tierra extraída del foso y los lagos cercanos. Al oeste se encuentra Zhongnanhai, un antiguo jardín en torno a dos lagos conectados que en la actualidad sirve como la sede central del Partido Comunista de China y el Consejo de Estado de la República Popular China. Hacia el noroeste linda el Parque Beihai, un lugar muy popular entre los pekineses también centrado por un lago comunicado con los dos del sur.

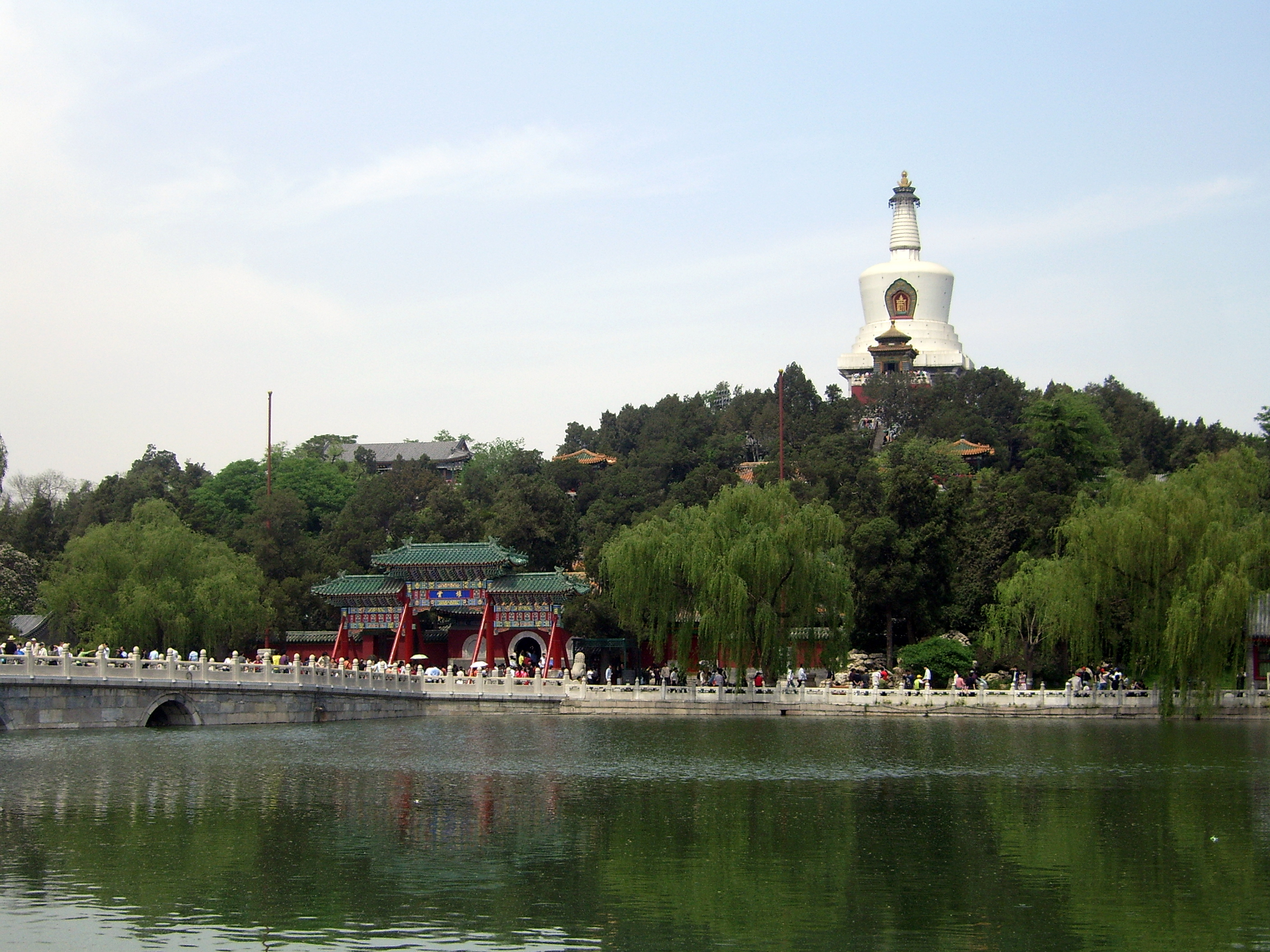
El parque Beihai. Al fondo, la isla Qionghua y su Estupa Blanca levantada en 1651.

En el sur de la Ciudad Prohibida hay dos importantes santuarios, el Santuario Imperial de la Familia (太庙 Tàimiào) y el Santuario Imperial de Estado (太社稷 Tàishèjì), donde el emperador podía venerar los espíritus de sus ancestros y el espíritu de la nación, respectivamente. Hoy son el Salón Cultural del Pueblo Trabajador de Pekín y el Parque Zhongshan, este último en conmemoración de Sun Yat-sen. También hacia el sur se hallan dos cercanas e idénticas puertas dispuestas en el eje central que lleva al acceso principal de la Ciudad: la Puerta Vertical (端门 Duānmén) y la más famosa Puerta de Tian'anmen, decorada con un retrato de Mao Zedong en su centro y carteles a ambos lados que rezan «Larga vida a la República Popular China» y «Larga vida a la gran unidad de los pueblos del mundo». La Puerta de Tian'anmen conecta el recinto de la Ciudad Prohibida con el moderno y simbólico centro del estado chino, la Plaza de Tian'anmen.
Aunque el desarrollo urbano está ahora estrictamente controlado en los alrededores de la Ciudad Prohibida, durante el pasado siglo las incontroladas demoliciones y reconstrucciones, a veces políticamente motivadas, han cambiado el carácter de las áreas que rodean el conjunto palacial. Desde el año 2000 el gobierno municipal de Pekín ha trabajado para evitar que las instituciones gubernamentales y militares ocupen algunos edificios históricos, y ha establecido un parque alrededor de las restantes partes de la muralla de la Ciudad Imperial. En 2004 una ordenanza relativa a la altura de los edificios y las restricciones en la ordenación urbana fue renovada para establecer el área de la Ciudad Imperial y del norte de la Ciudad como una zona de aislamiento para la Ciudad Prohibida. Un año después la Ciudad Imperial y Beihai (como parte de extensión del Palacio de Verano) se incluyeron en la lista para ser próximos enclaves Patrimonio de la Humanidad en Pekín.

### Simbolismo

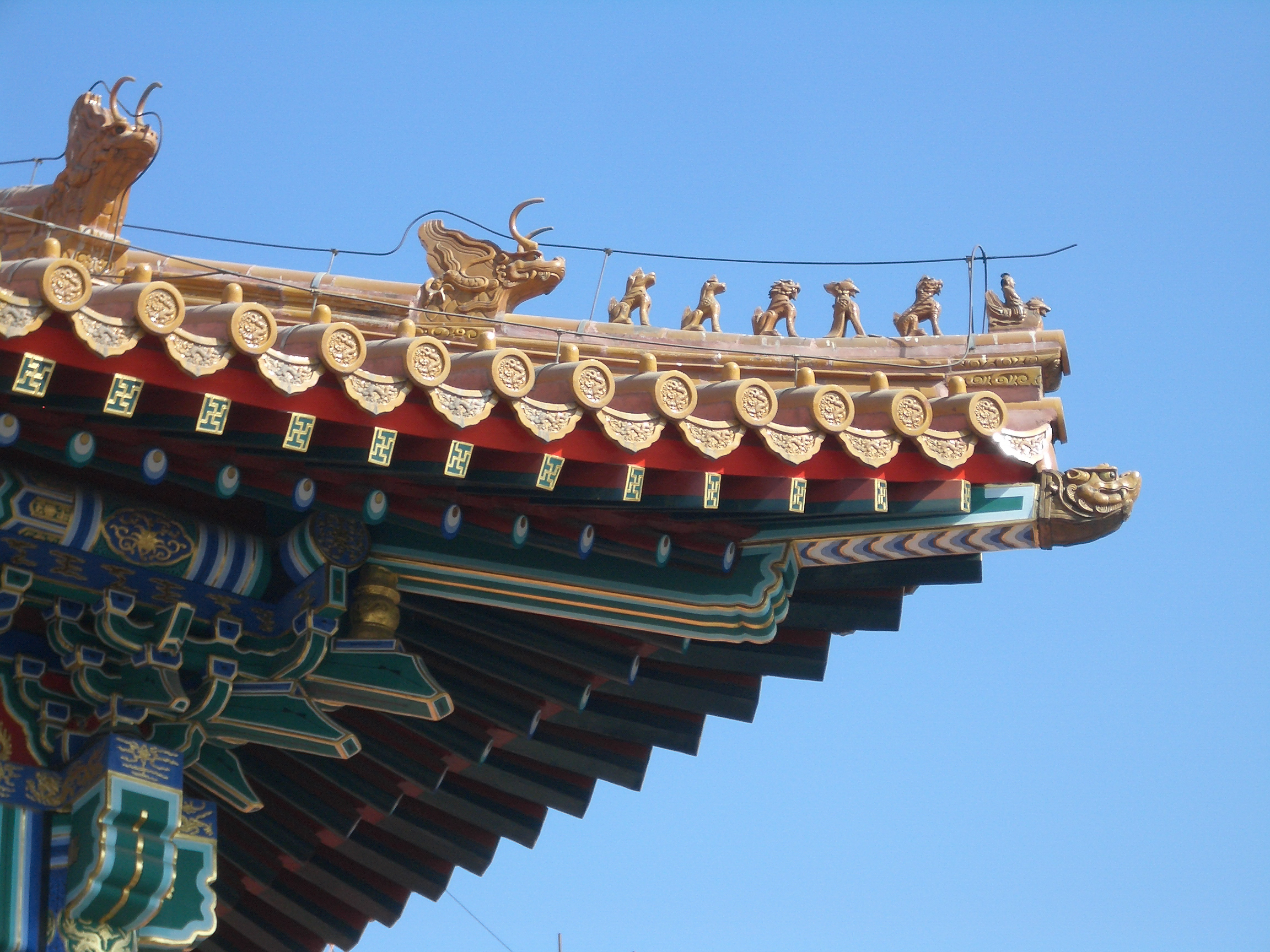
Los tejados están decorados con hileras de estatuas encabezadas por un hombre que cabalga un ave fénix y por un dragón imperial.

Durante las dinastías de Shang, Tang, Zhou y Qin, los emperadores seleccionaban colores como símbolo, basados en la teoría de los cinco elementos, los cuales correspondían a los colores negro, rojo, azul verdoso, blanco y amarillo (los colores de la naturaleza).
El diseño de la Ciudad Prohibida, desde su plan general al más pequeño detalle, fue meticulosamente ideado para reflejar principios filosóficos y religiosos, y sobre todo como símbolo de la majestad del poder imperial. Algunos ejemplos notables de diseño simbólico son:
- El amarillo es el color del emperador. Por ello, casi todos los tejados de la Ciudad Prohibida tienen tejas vidriadas de color amarillo, y solo hay dos excepciones: la biblioteca en el Pabellón de la Profundidad Literaria (文渊阁), que tiene tejas negras porque ese color se asocia con el agua y por tanto previenen incendios, y las residencias del príncipe heredero, que cuentan con tejas verdes porque ese color se asocia con la madera y, por tanto, con el crecimiento.[38]

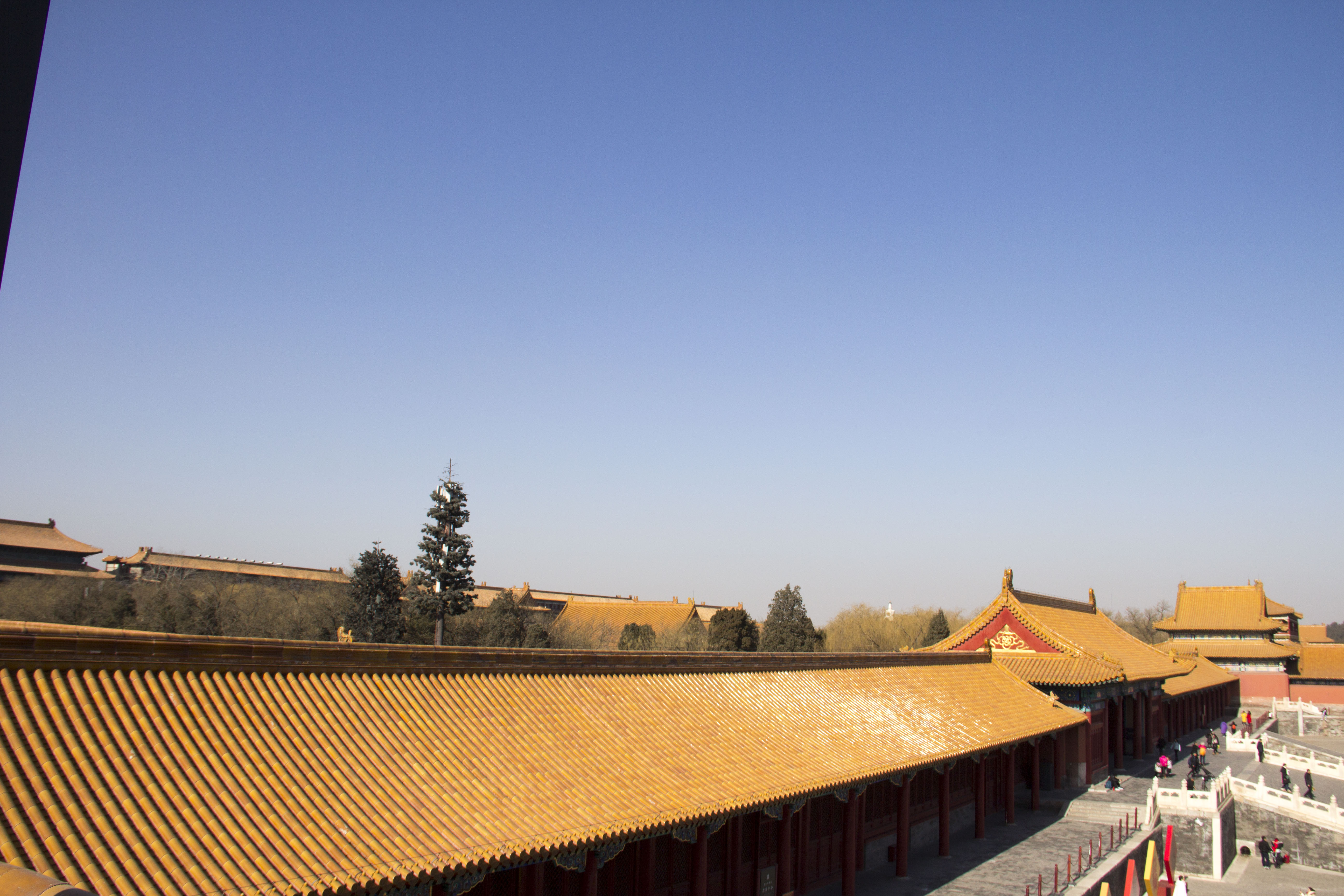
Tejados amarillos en la ciudad prohibida de Pekín, China

- Los salones principales de los patios interior y exterior están todos dispuestos en grupos de tres, la forma del trigrama Qian que representa el Cielo. Por otro lado, las residencias del patio interior están agrupadas de seis en seis, la forma del trigrama Kun que representa la Tierra.[28]

- Las cresterías de los tejados están decoradas con líneas de estatuas lideradas por un hombre que cabalga un ave fénix y es seguido por un dragón imperial. El número de estas estatuas representa el estatus del edificio, pues un edificio secundario tiene tres o cinco. El Salón de la Armonía Suprema tiene diez, el único edificio de todo el país al que se permitía esto en tiempos imperiales. Como resultado, su décima estatua, llamada «Hangshi» o «décima», (行十 Hángshí)[61] es también única en la Ciudad Prohibida.[62]

- El diseño de edificios respeta las antiguas costumbres establecidas en el Clásico de los Ritos, por lo que los templos ancestrales están frente al palacio, las zonas de almacenamiento en la parte frontal del complejo y las zonas residenciales en la parte trasera.[63]
- Luego de la Dinastía Ming sus descendientes tenían permitido la utilización del color rojo para sus viviendas y el color amarillo en sus tejados. Pero la gente común se le adjudicaba para sus casa los ladrillos azules o azulejos, o de paredes blancas con tejados negros.[64]

## Colecciones

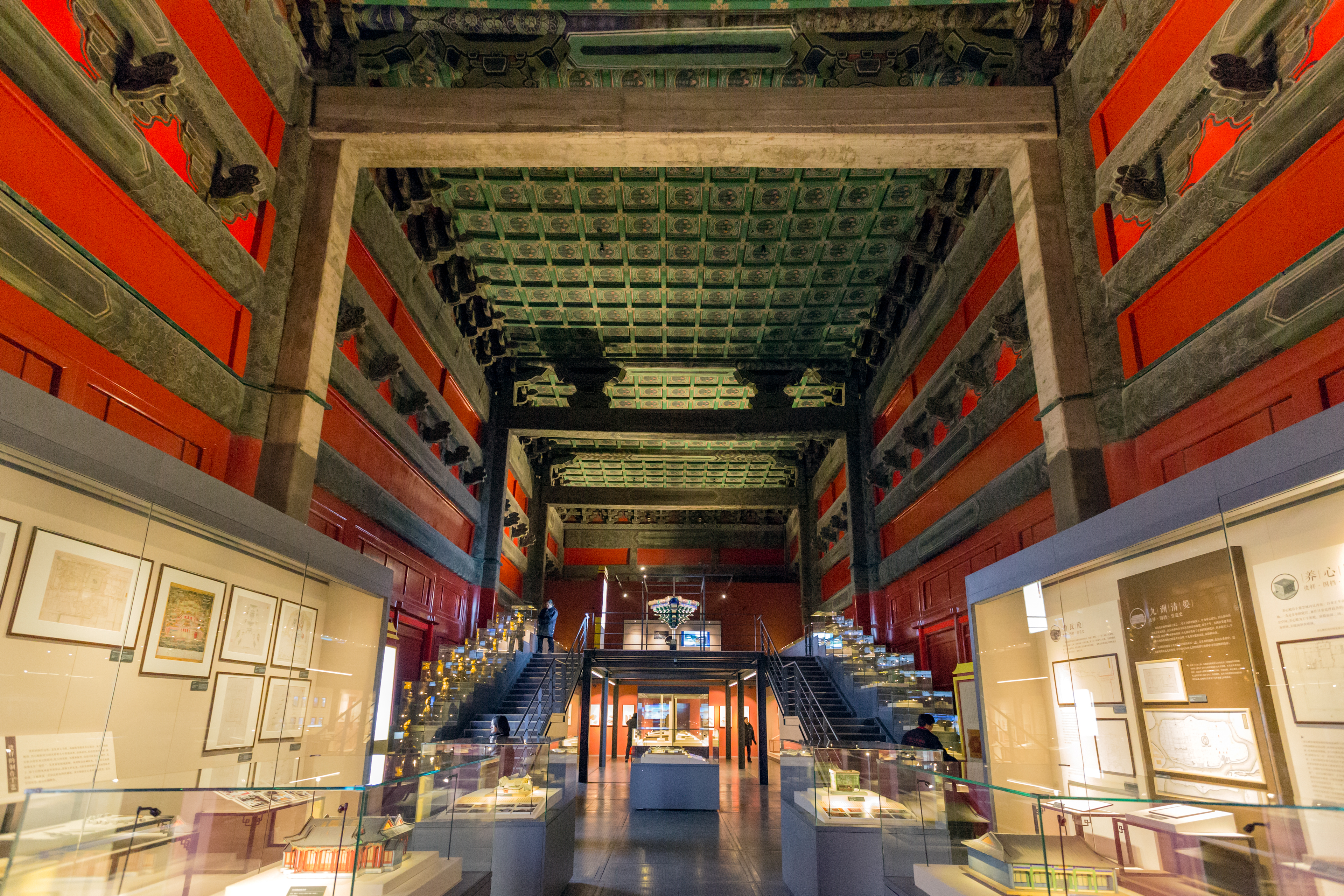
Sala de exposición del Museo del Palacio.

Las colecciones del Museo del Palacio se basan en la colección imperial Qing. De acuerdo con los resultados de una auditoría de 1925, la Ciudad Prohibida almacenaba 1,17 millones de objetos. Además, las bibliotecas imperiales albergaban una de las mayores colecciones de libros antiguos y documentos varios de todo el país, incluidos papeles de los gobiernos de las dinastías Ming y Qing. 
Desde 1933 la amenaza de la invasión japonesa obligó a la evacuación de las partes más importantes de la colección del Museo. Tras el final de la Segunda Guerra Mundial en 1945 esta colección fue devuelta a Nankín, pero con la victoria de los comunistas en la posterior guerra civil china en 1949, el gobierno nacionalista decidió enviar una selección de esta colección a la isla de Taiwán. De las 13 427 cajas de objetos evacuadas, 2972 se encuentran en la actualidad en el Museo Nacional del Palacio en Taipéi. Casi diez mil cajas fueron devueltas a Pekín, pero 2221 continúan hoy almacenadas bajo cargo del Museo de Nankín. Después de 1949 el Museo llevó a cabo una nueva auditoría, así como una búsqueda exhaustiva en la Ciudad Prohibida, descubriendo un número importante de objetos. Además, el gobierno tomó piezas de otros museos de todo el país para reponer la colección del Museo Nacional del Palacio, que también compró algunas y recibió donaciones privadas.
En la actualidad el Museo del Palacio tiene más de un millón de obras de arte únicas y de incalculable valor en su colección permanente, entre las que se incluyen pinturas, cerámicas, inscripciones, objetos de bronce o documentos de la corte. Según un inventario de la colección realizado entre los años 2004 y 2010, el Museo del Palacio tiene un total de 1 807 558 objetos, de los que 1 684 490 son piezas designadas como «reliquias culturales valiosas» protegidas a nivel nacional.
Cerámica

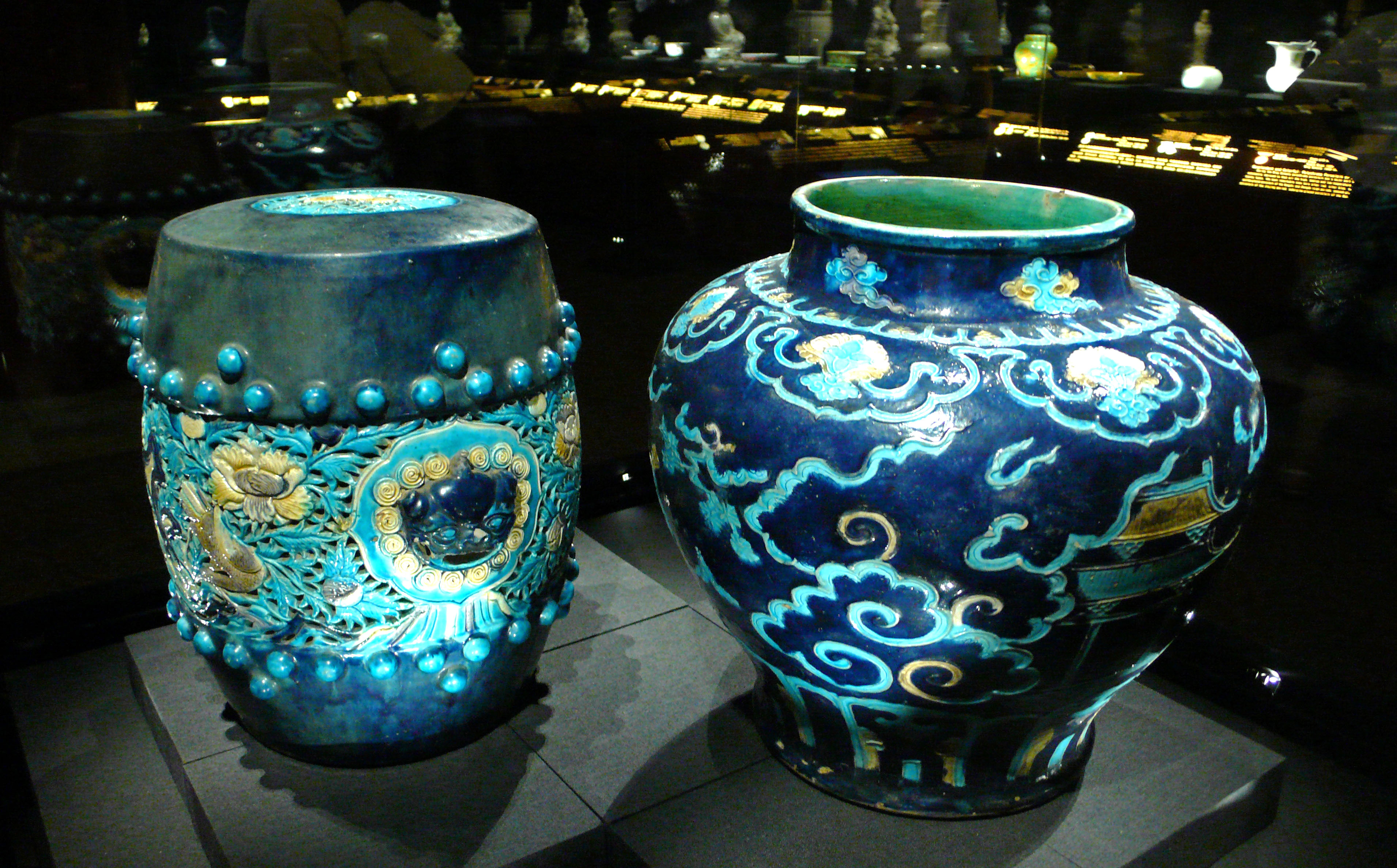
Dos piezas de «porcelana azul» de la dinastía Qing.

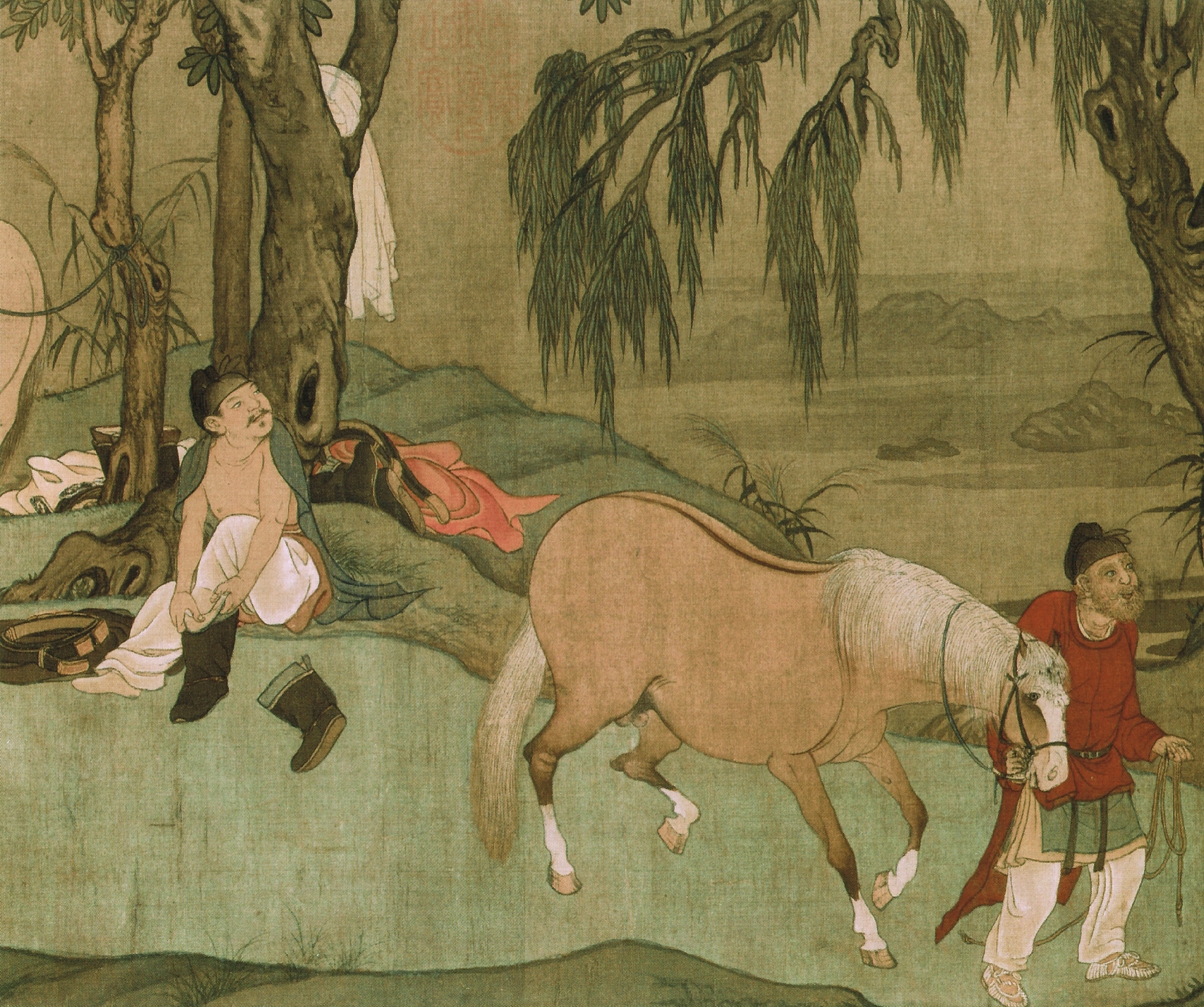
Caballos bañándose (detalle), obra de Zhao Mengfu (1254–1322).

El Museo del Palacio tiene 340 000 piezas de cerámica y porcelana, entre las que se incluyen las colecciones imperiales de la dinastía Tang y de la dinastía Song, así como piezas encargadas por el palacio y, a veces, por el emperador personalmente. El Museo del Palacio tiene también alrededor de 320 000 piezas de porcelana de la colección imperial. El resto está casi todo almacenado en el Museo Nacional del Palacio en Taipéi y el Museo de Nankín.
Pinturas
El Museo del Palacio tiene cerca de 50 000 pinturas. De estas, más de cuatrocientas datan de antes de la dinastía Yuan (1271-1368), lo que la convierte en la colección más grande de este tipo en China. La colección se basa en la colección del palacio de las dinastías Ming y Qing. El interés personal de emperadores como Qianlong llevó a que el palacio atesorara una de las más importantes colecciones de pintura de la historia china. Sin embargo, una parte importante de esta colección se perdió con los años. Tras su abdicación, Puyi sacó muchas pinturas del palacio, que se perdieron o destruyeron, y en 1948 muchos objetos fueron llevados a Taiwán. La colección ha sido posteriormente completada a través de donaciones, compras y transferencias de otros museos. 
Objetos de bronce
La colección de bronces del Museo del Palacio se remonta a la temprana dinastía Shang. De las cerca de 10 000 piezas que la componen, 1 600 están datadas como anteriores al período Qin (221 a. C.). Una parte importante de esta colección son objetos ceremoniales de bronce de la corte imperial.
Relojes
El Museo del Palacio tiene una de las mayores colecciones de relojes mecánicos de los siglos XVIII y XIX existentes en el mundo, con más de mil piezas, tanto chinas como realizadas en el extranjero. Los relojes chinos fueron realizadas en los talleres del propio palacio, en Cantón o en Suzhou, mientras que los foráneos provienen del Reino Unido, Francia, Estados Unidos, Suiza o Japón, aunque la mayoría son británicos.
Jade

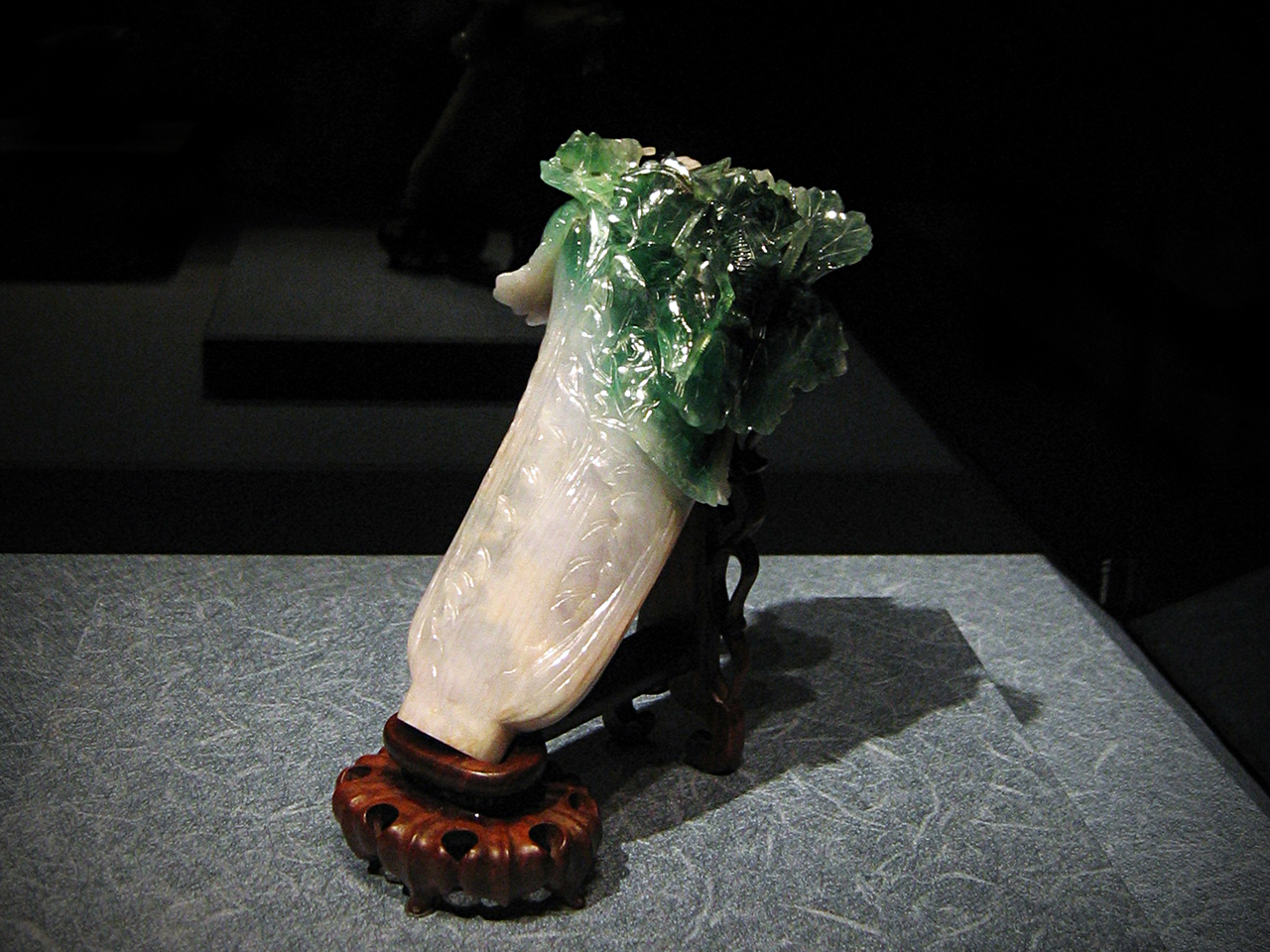
La Col de jadeíta, antiguamente en la Ciudad Prohibida y hoy en el Museo Nacional del Palacio de Taipéi.

El jade tiene un lugar único en la cultura de China. La colección del museo, en su mayoría procedente de la colección imperial, incluye unas 30 000 piezas. La colección de obras anteriores a la dinastía Yuan incluye varias piezas de fama mundial y objetos procedentes de recientes excavaciones arqueológicas. Los más antiguos datan del Neolítico, mientras que los de las dinastías Ming y Qing eran de uso palaciego, en algunos casos tributos llegados de todo el imperio y de más allá.
Objetos de palacio
Además de obras de arte, una gran parte de la colección del museo se compone de piezas de la corte imperial, lo que incluye elementos utilizados por la familia imperial y el palacio en la vida diaria, así como diversos objetos ceremoniales y burocráticos importantes para la administración del gobierno. Esta amplia colección ilustra la vida cotidiana y los protocolos ceremoniales de la época imperial.